# 부정부패

2023년 세계 부패 인식 지수를 나타내는 지도; 점수가 높을수록 부패 수준이 낮다.
100 – 90
89 – 80
79 – 70
69 – 60
59 – 50
49 – 40
39 – 30
29 – 20
19 – 10
9 – 0
데이터 없음

부정부패(不正腐敗, 영어: corruption)는 권한을 위임받은 개인이나 조직이 불법적인 이득을 얻거나 자신의 이득을 위해 권력을 남용하는 부정직 또는 범죄 형태이다. 부정부패는 뇌물, 영향력 행사, 횡령죄와 같은 활동뿐만 아니라, 많은 나라에서 합법적인 로비 활동과 같은 관행도 포함할 수 있다. 정치적 부정부패는 공직자나 기타 정부 공무원이 사적인 이득을 위해 공적인 직위를 남용할 때 발생한다.
역사적으로 "부패"는 활동이 도덕과 사회 복지에 미치는 영향과 관련된 더 넓은 의미를 가졌다. 예를 들어, 고대 그리스의 철학자 소크라테스는 부분적으로 "젊은이들을 타락시킨" 혐의로 사형을 선고받았다.
현대적 부정부패는 도둑정치, 올리가르히, 마약 국가, 권위주의 국가, 마피아 국가에서 가장 흔하게 인식되지만, 최근 연구와 정책 성명은 부유한 자본주의 경제에서도 존재함을 인정한다. 데이비드 와이트는 그의 저서 《영국은 얼마나 부패했는가》(How Corrupt is Britain)에서 부패 인식 지수 (CPI)에서 가장 부패하지 않은 국가 중 하나로 평가된 영국에서 부정부패가 "다양한 존경받는 기관"에 존재한다고 밝힌다. 2022년 "현대 부정부패"에 대한 연설에서 USAID 관리자 사만다 파워는 "부패는 더 이상 단순히 개별 독재자들이 국가의 부를 훔쳐 호화롭게 사는 것만이 아니다"라고 말했다. 그러나 이는 금융 기관을 포함한 복잡한 초국가적 네트워크를 포함하며, 이들은 비밀리에 숨겨져 있다. 와이트의 책에 대한 응답으로 조지 몬비오는 부패 인식 지수가 주로 서구 경영진의 뇌물 수수에 대한 설문조사만 하는 협소한 부패 정의를 사용한다고 비판했다. 마찬가지로, 다른 사람들은 "글로벌 측정 지표가 '부유층의 부패' — 이는 합법화되고, 제도화되어 있으며, 모호하게 비윤리적이다 — 를 체계적으로 과소평가한다"고 지적한다.
부정부패와 범죄는 전 세계적으로 거의 모든 국가에서 다양한 정도와 비율로 정기적으로 나타나는 고유한 사회학적 현상이다. 최근 데이터에 따르면 부정부패가 증가하고 있다. 각 국가는 부정부패를 통제하고 규제하며 범죄를 억제하기 위해 국내 자원을 할당한다. 부정부패에 대응하기 위해 취해지는 전략은 종종 반부패라는 포괄적인 용어로 요약된다. 또한, 유엔 지속가능 발전 목표 16과 같은 글로벌 이니셔티브는 모든 형태의 부정부패를 실질적으로 줄이는 목표를 가지고 있다. 조세 정의 네트워크와 같은 최근 이니셔티브는 뇌물 수수와 도둑을 넘어 세금 남용에 주목한다.

## 정의 및 규모

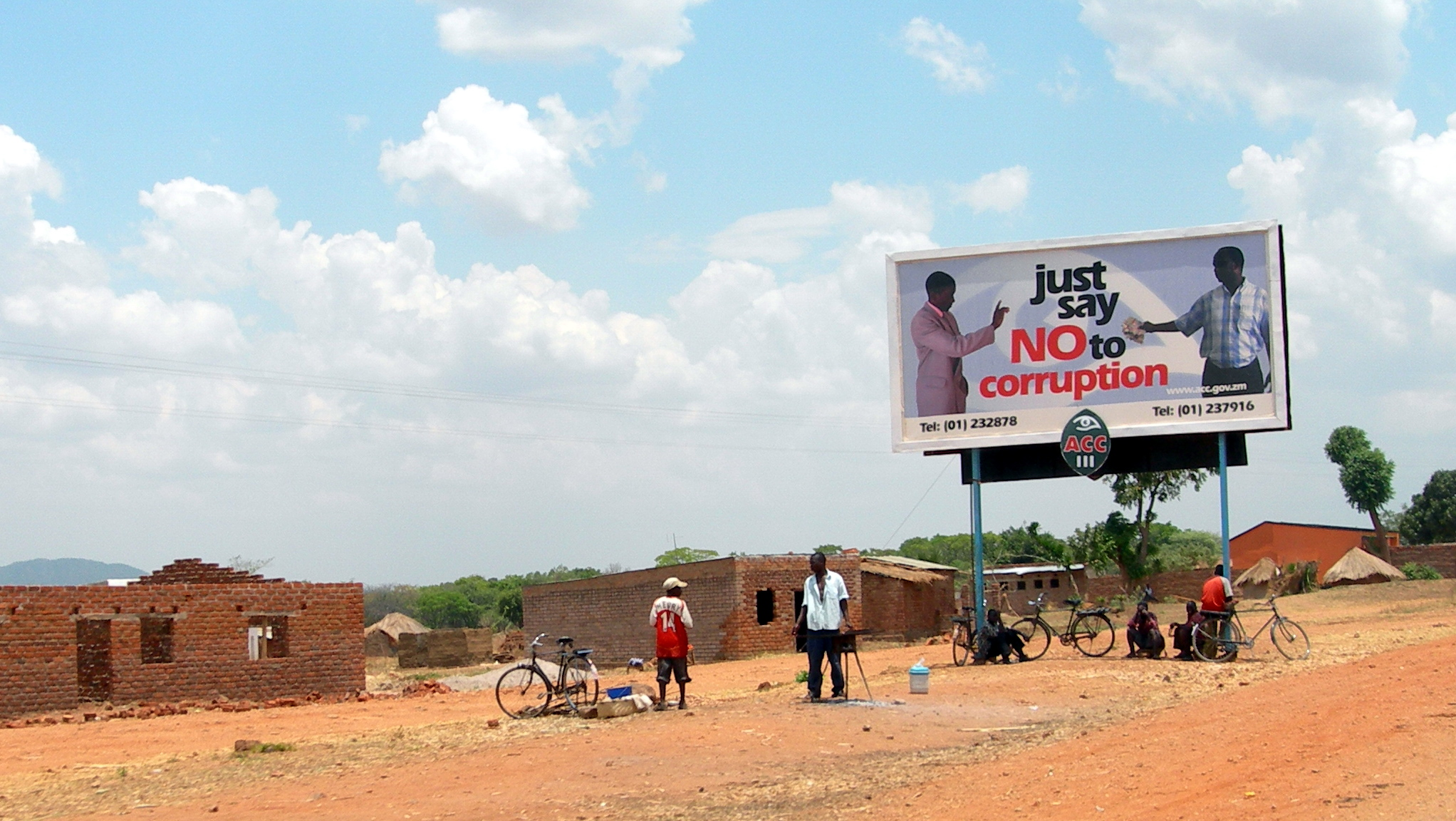
잠비아 간판에 "부패에 아니오라고 말하라"고 촉구하는 광고판

정치학 교수인 스티븐 D. 모리스는 정치적 부정부패가 사적 이익을 위해 공적 권력을 불법적으로 사용하는 것이라고 썼다. 경제학자 이안 시니어는 부정부패를 부패 행위자, 제3자 또는 둘 다에게 이득이 되는 특정 행동에 영향을 미치기 위해 비밀리에 제3자에게 재화나 서비스를 제공하는 행위로 정의했다. 세계은행 경제학자 대니얼 카우프만은 권력을 가진 자가 종종 자신을 보호하기 위한 법을 만들 수 있는 능력을 가지고 있기 때문에 법의 범위 내에서 권력이 남용되는 "합법적 부패"를 포함하도록 개념을 확장했다. 인프라에서의 부정부패의 영향은 비용과 건설 시간을 증가시키고, 품질을 저하시키며, 이점을 감소시킨다.
부정부패는 복잡한 현상이며 다양한 규모로 발생할 수 있다. 부정부패는 소수의 사람 간의 작은 호의(경미한 부패)에서부터 정부에 큰 영향을 미치는 부패(대규모 부패), 그리고 조직범죄의 증상 중 하나인 부패를 포함하여 사회의 일상적인 구조의 일부가 될 정도로 만연한 부패(체계적 부패)에 이른다. "부유층의 부패"는 특히 측정하기 어렵고, 부패 인식 지수와 같은 기존 측정 지표에서는 대체로 제외된다.
다양한 형태의 부패를 점점 더 정확하게 측정할 수 있는 여러 지표와 도구가 개발되었다. 그러나 이러한 방법이 비실용적일 때는, 한 연구에서 동구권의 내각 장관의 비만이 더 정확한 부패 측정 지표와 높은 상관관계가 있음을 발견한 후 체지방을 대략적인 지침으로 삼는 것을 제안한다.

### 경미한 절도, 대규모 절도, 속도 돈, 접근 돈
정치경제학자 웬웬 앙은 "부패를 분해"하여 경미한 부패와 대규모 부패, 그리고 합법적 및 불법적 버전을 포함하는 네 가지 유형으로 나눈다: 경미한 절도, 대규모 절도, 속도 돈, 접근 돈. 그녀의 정의에 따르면, 속도 돈은 "기업이나 시민이 관료에게 장애물을 우회하거나 일을 서두르게 하기 위해 지불하는 경미한 뇌물"을 의미한다. 이는 경제학자들이 실제로 기업에 부담을 주는 것으로 밝혀낸 "효율적 윤활 가설"과 관련된 종류의 부패이다. 앙은 접근 돈을 "속도뿐만 아니라 독점적이고 가치 있는 특권을 얻기 위해 기업 행위자들이 강력한 공무원에게 제공하는 고액 보상"으로 정의한다. 뇌물에 대한 대부분의 이론은 속도 돈에 초점을 맞추지만, 접근 돈은 무시한다. "사업가 관점에서 보면, 접근 돈은 세금이라기보다는 투자에 가깝다... 윤활유라기보다는 진흙탕에 가깝다." 분해 부패 지수는 이러한 네 가지 유형의 부패 유행을 측정한다.
절도와 속도 돈을 포함한 부정부패는 빈국에서 만연하지만, 접근 돈은 빈국과 부국 모두에서 발견될 수 있다.

### 경미한 부패
경미한 부패는 더 작은 규모로 발생하며 공무원이 대중과 만나는 공공 서비스의 실행 단계에서 발생한다. 예를 들어, 등록 사무소, 경찰서, 주 면허 위원회 및 기타 여러 민간 및 정부 부문과 같은 많은 소규모 장소에서 발생한다.

### 대규모 부패
대규모 부패는 정치, 법률 및 경제 시스템의 상당한 전복을 필요로 하는 방식으로 정부 최고위층에서 발생하는 부패로 정의된다. 이러한 부패는 일반적으로 권위주의 또는 독재 정부를 가진 국가뿐만 아니라 부패에 대한 적절한 감시가 없는 국가에서도 흔히 발견된다.
많은 국가의 정부 시스템은 입법, 행정기관 및 사법 (국가 작용)부로 나뉘어 서로의 독립성으로 인해 대규모 부패에 덜 취약한 독립적인 서비스를 제공하려고 노력한다.

### 체계적 부패
체계적 부패 (또는 고질적 부패)는 주로 조직이나 과정의 약점 때문에 발생하는 부패이다. 이는 시스템 내에서 부패하게 행동하는 개별 공무원이나 대리인과 대조될 수 있다.
체계적 부패를 조장하는 요인으로는 상충하는 인센티브, 재량권; 독점적 권한; 투명성 부족; 낮은 급여; 그리고 면책 문화가 있다. 특정 부패 행위에는 "뇌물, 갈취, 횡령"이 포함되며, 이러한 시스템에서는 "부패가 예외가 아니라 규칙이 된다." 학자들은 국가 또는 정부의 어느 수준에서 부패가 발생하는지에 따라 중앙 집중식 및 분산형 체계적 부패를 구분하며, 구소련 국가와 같은 국가에서는 두 가지 유형이 모두 발생한다. 일부 학자들은 서구 정부가 개발도상국 정부의 체계적 부패를 막을 소극적 의무가 있다고 주장한다.
부정부패는 중국에서 주요 문제였으며, 사회가 개인적인 관계에 크게 의존하기 때문이다. 20세기 후반에는 이러한 경향이 새로운 부의 욕망과 결합되어 부패가 심화되었다. 역사가 키스 쇼파는 뇌물 수수가 중국 부패의 도구 중 하나일 뿐이었으며, 여기에는 "횡령, 친족 등용, 밀수, 갈취, 정실주의, 리베이트, 기만, 사기, 공금 낭비, 불법 상거래, 주식 조작 및 부동산 사기"도 포함되었다고 말한다. 반복적인 반부패 캠페인을 고려할 때, 사기성 돈을 가능한 한 해외로 옮기는 것은 신중한 예방책이었다.
라틴아메리카 국가에서는 문화적 규범 때문에 부정부패가 허용된다. 미국과 같은 나라에서는 낯선 사람들 사이에 비교적 강한 신뢰감이 있지만, 라틴아메리카 국가에서는 그렇지 않다. 라틴아메리카 국가에서는 이러한 신뢰가 존재하지 않으며, 사회적 규범은 어떤 낯선 사람도 다른 낯선 사람의 복지나 행복에 책임이 없다는 것을 의미한다. 대신 신뢰는 지인들 사이에 있다. 지인들은 신뢰와 존경으로 대우받는다—미국과 같은 나라의 지인들 사이에서는 찾아볼 수 없는 수준의 신뢰이다. 이것이 라틴아메리카 국가에서 부정부패를 허용하는 이유이다. 행정부 내에 아무도 나머지를 배신하지 않을 것이라는 충분히 강한 신뢰가 있다면, 부패한 정책은 쉽게 실행될 것이다.

### 정치와 돈
위에서 설명한 경미한 부패, 대규모 부패, 체계적 부패는 대부분 기관이 약한 빈국에서 발견되지만, 최근 문헌은 부유한 민주주의 국가의 정치와 돈, 그리고 극심한 전 세계적 불평등에 초점을 맞추고 있다. 시라큐스 대학교의 사이먼 웨슐은 선거 자금의 만연과 민주주의에 미치는 영향을 조사한다. 런던 정치경제대학교의 크리스틴 수락은 실제로 이주할 의도 없이 백만장자들이 "황금 여권"을 사는 논란이 많은 관행을 탐구한다. 그녀의 말에 따르면, "세계적 불평등을 바탕으로 번성하는 본격적인 시민권 산업이 생겨났다."

### 국가-기업 담합
뇌물을 반드시 포함하는 것은 아니지만, 최근 연구는 중국에서 마피아 시스템과 유사한 "특정 종류의 대규모 비국가 기업 집단"의 출현을 문서화한다. 이러한 상황에서는 공공 및 민간 행위자 간의 경계가 모호해진다.

## 원인
기존 문헌의 대부분은 빈국에서 만연한 뇌물과 횡령죄와 같은 명시적인 부패 행위에 초점을 맞춘다(아래 참조). "정치와 돈"의 경우, 원인은 매우 다르며 기존 문헌에서는 대체로 무시된다. 예를 들어, 영국은 건전한 민주주의를 가진 선진 경제국이지만, 런던은 돈세탁의 중심지이다. 미국 금융 위기로 이어진 실패와 정치에 대한 비판에서 스탠포드 금융 경제학자는 "실제 세계에서는 중요한 경제적 결과가 종종 정치적 힘의 결과로 드러났다. 2010년 동안 규제 기관 내부의 사람들은 나에게 잘못되고 오해의 소지가 있는 주장이 주요 정책 결정에 영향을 미치고 있다고 개인적으로 말했다... 나는 혼란, 의도적인 맹점, 정치적 힘, 다양한 형태의 미묘한 부패, 그리고 도덕적 무관심을 직접 목격했다."라고 지적했다.
R. 클리트가르드에 따르면, 부패는 부패로 인한 이득이 적발되고 기소될 확률에 벌금을 곱한 값보다 클 경우 발생한다.
높은 정도의 독점과 재량행위가 낮은 정도의 투명성 (행동)을 동반한다고 해서 자동으로 부패로 이어지는 것은 아니기 때문에, "도덕성" 또는 "성실성"이라는 네 번째 변수가 다른 사람들에 의해 도입되었다. 도덕적 차원은 내재적 구성 요소를 가지며 "정신적 문제"를 나타내고, 외재적 구성 요소는 빈곤, 불충분한 보수, 부적절한 작업 환경, 비실용적이거나 지나치게 복잡한 절차와 같은 상황을 나타내며, 이는 사람들의 사기를 저하시켜 "대안" 솔루션을 찾게 한다.
2017년 설문 연구에 따르면, 다음 요인들이 부패의 원인으로 지목되었다.
- 시장 및 정치적 독점 수준 증가
- 낮은 민주주의 수준, 약한 시민 참여, 낮은 정치적 투명성 (행동)
- 높은 관료제 수준 및 비효율적인 행정 구조
- 낮은 언론 자유
- 낮은 경제적 자유
- 대규모 민족 분열 및 높은 수준의 내집단 편애
- 성 불평등
- 빈곤
- 정치적 불안정
- 약한 재산권
- 부패한 이웃 국가로부터의 전염
- 낮은 교육 수준
- 사회에 대한 헌신 부족
- 실업
- 부패에 대한 적절한 정책 부재

가장 부패한 국가들과 가장 부패하지 않은 국가들을 비교했을 때, 전자는 거대한 사회경제적 불평등을 가진 국가들을 포함하고, 후자는 높은 수준의 사회적, 경제적 정의를 가진 국가들을 포함한다는 점이 지적되었다.
사회 규범은 일부 환경이 부패하고 다른 환경이 그렇지 않은 이유에 대한 설명으로 제시되었다.
아프리카의 현대 부패는 식민주의자들이 현지 아프리카 통치자들을 협력하도록 강요하기 위해 물질적 인센티브를 체계적으로 사용했던 역사와 연관되어 있다. 모든 개발도상국에서 식민 시대 유럽 정착의 정도는 현대 부패 수준과 상관관계가 있다.(p. 17)

## 부문별
부정부패는 공공 부문이든 민간 산업이든 심지어 비영리 단체(특히 공공 부문)든 많은 부문에서 발생할 수 있다. 그러나 민주적으로 통제되는 기관에서만 능동적 또는 수동적 부정부패와 싸우기 위한 내부 메커니즘을 개발하려는 대중(소유자)의 관심이 있는 반면, 민간 산업 및 비영리 단체에서는 공공 통제가 없다. 따라서 소유자, 투자자 또는 후원자의 이익이 주로 결정적이다.

### 공공 부문
공공 부문 부정부패에는 정치 과정 및 세금 징수원과 경찰과 같은 정부 기관의 부정부패, 그리고 계약, 보조금 및 채용을 위한 공공 자금 할당 과정의 부정부패가 포함된다. 세계은행의 최근 연구에 따르면 정책 결정을 누가 내리는지(선출된 공무원 또는 관료)가 부패 수준을 결정하는 데 중요할 수 있는데, 이는 다른 정책 결정자들이 직면하는 인센티브 때문이다.

#### 정치

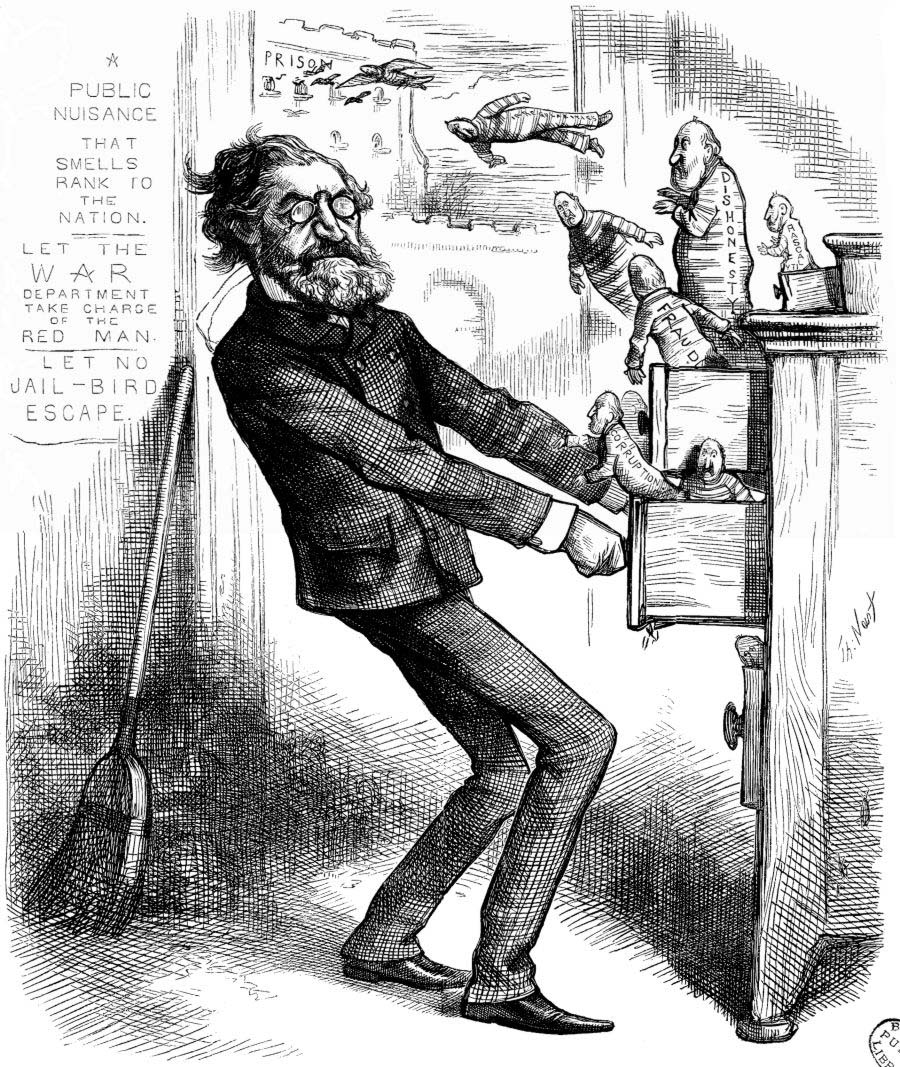
하퍼스 위클리 1878년 1월 26일자 정치 만화로, 미국 내무부 장관 카를 슈르츠가 미국 내무부의 인디언 사무국을 조사하는 모습을 묘사한다. 만화의 원래 캡션은 "내무부 장관이 인디언 사무국을 조사한다. 그에게 마땅한 것을 주고, 그들에게도 마땅한 것을 주라."이다.

정치적 부정부패는 선출된 정부 공무원이 개인적인 이득을 위해 공적 권력, 직책 또는 자원을 남용하는 것으로, 갈취, 뇌물 요구 또는 제공을 통해 이루어진다. 이는 또한 공직자들이 납세자의 돈을 사용하여 법을 제정함으로써 표를 매수하여 스스로를 재직시키는 형태로도 나타날 수 있다. 증거에 따르면 부정부패는 정치적 결과를 초래할 수 있는데, 뇌물을 요구받은 시민들은 자국이나 지역에 대한 소속감을 덜 느끼게 된다.
"그라프트" (미국 영어)라는 정치적 행위는 이제 세계적으로 잘 알려진 정치 부패의 형태로, 공공 프로젝트를 위한 자금이 부패한 개인 및 그들의 동료들의 불법적인 사적 이익을 극대화하기 위해 의도적으로 잘못 사용될 때, 정치인의 권위를 파렴치하고 불법적으로 사적 이득을 위해 사용하는 것이다. 어떤 경우에는 정부 기관이 공식적인 임무에서 벗어나 다른, 종종 부패한 목적을 위해 "재활용"되거나 전환된다.

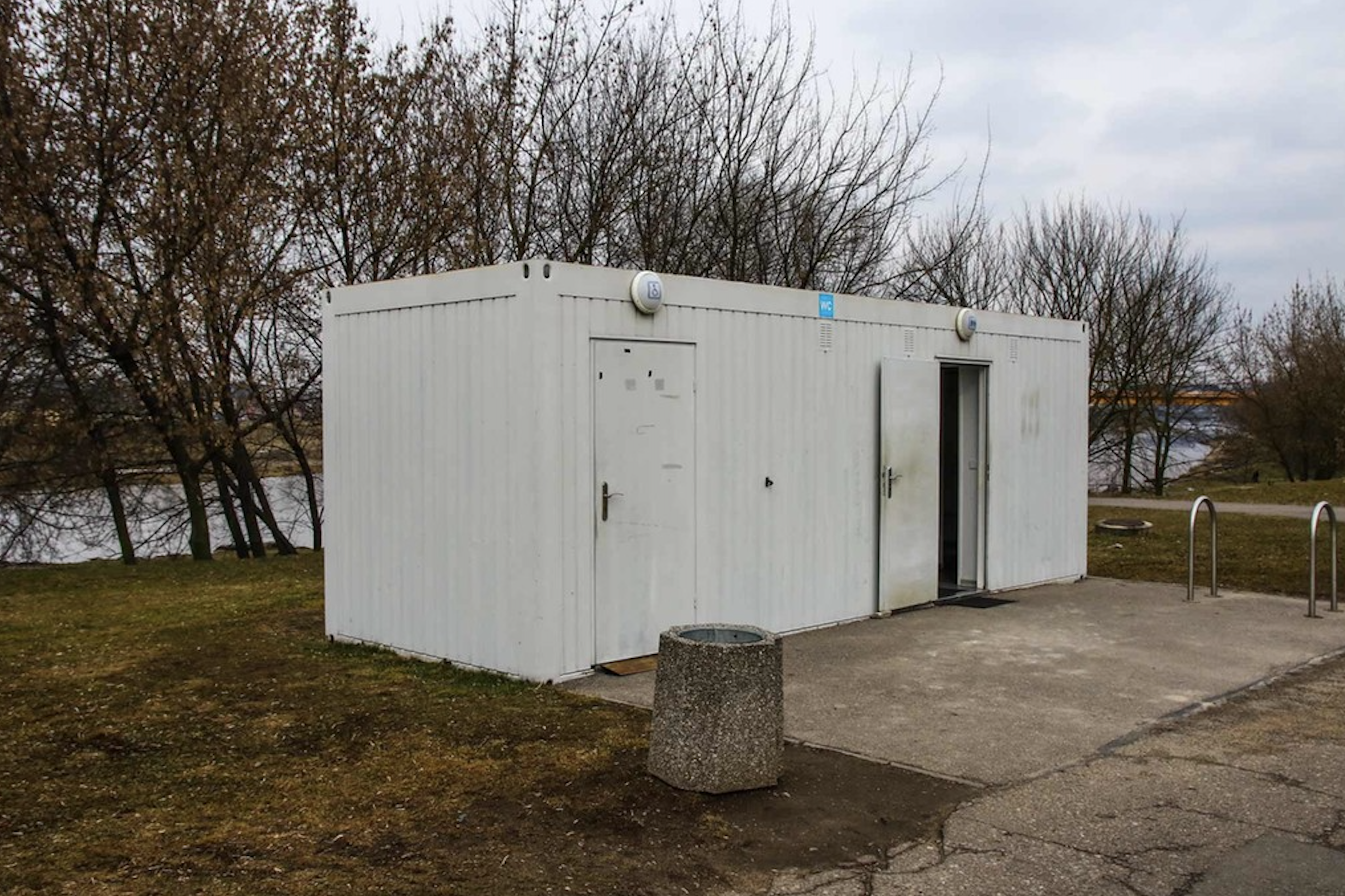
카우나스 "황금 화장실"

카우나스 황금 화장실 사건은 리투아니아의 주요 스캔들이었다. 2009년 카우나스 시 (안드리우스 쿠프친스카스 시장이 이끌었다)는 컨테이너를 500,000 리타이 (약 150,000 유로)의 비용으로 야외 화장실로 개조하라고 명령했다. 이 화장실은 월 5,000 리타이 (1,500 유로)의 유지보수 비용도 필요했다. 카우나스의 "황금 화장실"이 건설될 무렵, 케다이냐이 테니스 클럽은 4,500 유로에 매우 유사하지만 더 발전된 해결책을 얻었다. 야외 화장실의 부풀려진 비용 때문에 "황금 화장실"이라는 별명이 붙었다. 투자에도 불구하고 "황금 화장실"은 기능 불량으로 수년간 폐쇄되었고, 이를 만든 사람들에 대한 장기간의 반부패 조사 대상이 되었으며 지역 자치단체는 한때 건물을 철거하는 것까지 고려했다. 화장실 조달에 관련된 공무원 집단은 2012년 법원 소송에서 무모함, 직무 유기, 권한 남용 및 문서 위조 혐의로 다양한 징역형을 선고받았지만, 부패 혐의는 해소되었고 보상금을 받아 총 건설 비용 및 후속 관련 재정 손실이 352,000 유로에 달했다.
2020년 7월 7일, 글로벌 싱크탱크인 카네기 국제평화재단은 아랍에미리트 도시 두바이가 글로벌 부패, 범죄 및 불법 자금 흐름의 조력자라고 주장하는 보고서를 발표했다. 이 보고서는 글로벌 부패 및 범죄 행위자들이 두바이를 통해 또는 두바이에서 활동했다고 밝혔다. 이 도시는 최소한의 규제 법규 및 관세 집행으로 자유 무역 지대를 허용하기 때문에 무역 기반의 돈세탁의 피난처로도 불렸다.
2022년 9월 보고서에 따르면, 영국 의원들은 예멘 내전 (2014년~현재)의 사우디 주도 연합 국가들로부터 8년 동안 총 828,211 파운드를 받았다. 이 돈은 사우디아라비아 (최소 319,406 파운드), 바레인 (197,985 파운드), 아랍에미리트 (187,251 파운드), 이집트 (66,695 파운드) 및 쿠웨이트 (56,872 파운드)로부터 96명의 의원에게 전액 경비 지원 여행 형태로 지급되었다. 의원들은 또한 500 파운드 상당의 식료품 바구니, 번스 서퍼 티켓, 고가의 시계 및 로열 윈저 마상 쇼 하루 입장권과 같은 선물도 받았다. 사우디 주도 연합은 영국에서 영향력을 매수하려 한다는 비난을 받았다. 의원들은 규칙에 따라 여행 및 선물을 웨스트민스터에 등록했지만, 비평가들은 인권 기록이 좋지 않은 국가로부터 기부를 받는 것을 "절대적으로 수치스러운 일"이라고 불렀다.

#### 사법

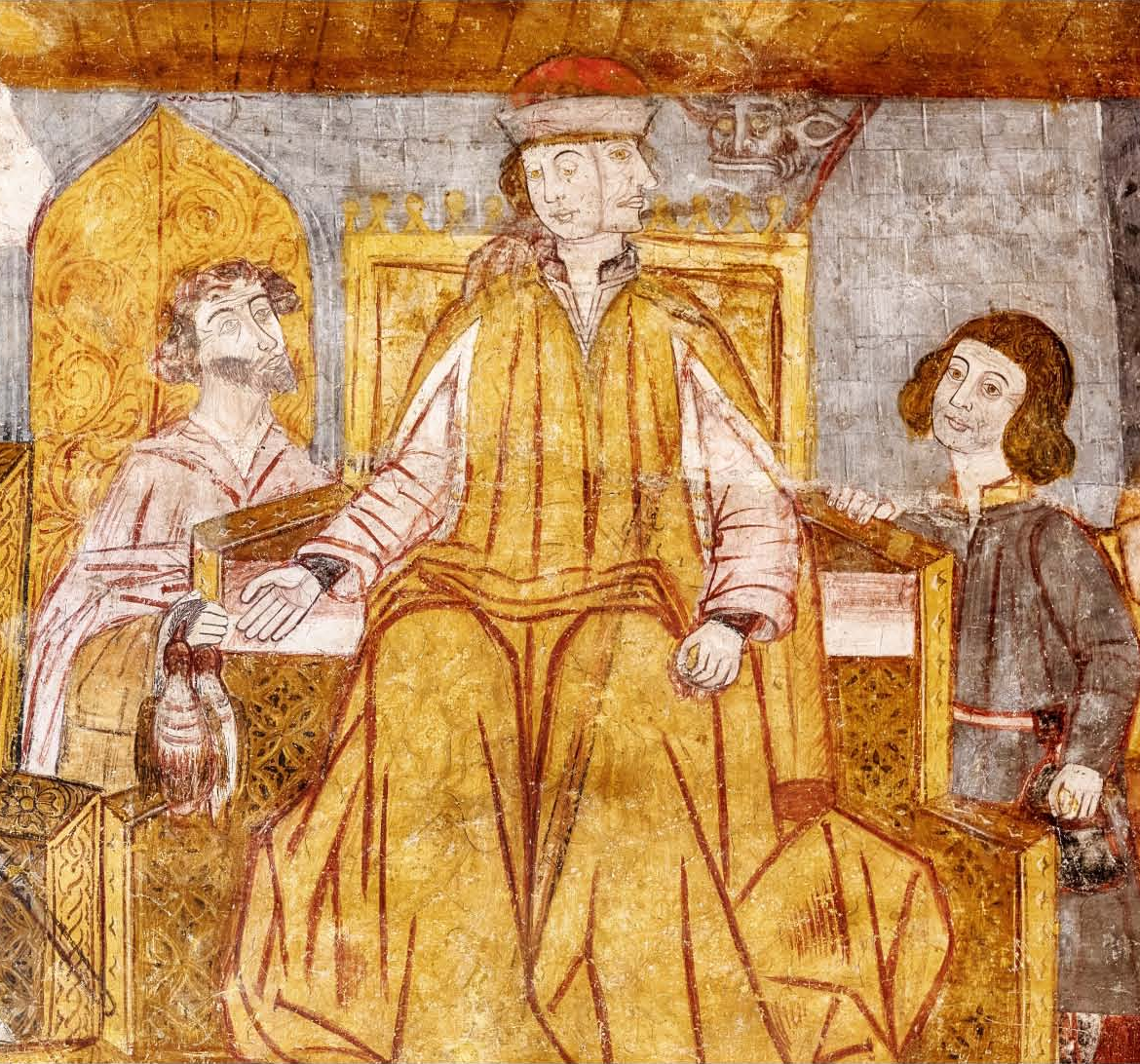
르네상스 프레스코화 선량하고 악한 재판관 (몬사라스, 포르투갈)에서 두 얼굴을 가진 것으로 묘사된 악한 재판관은 뇌물을 받는 것으로 나타난다: 오른쪽의 귀족은 그에게 지갑에서 금화를 제공하고, 왼쪽의 하층민은 그에게 자고새 한 쌍을 준다.

사법 부패는 뇌물을 받거나 주는 행위, 유죄 판결을 받은 범죄자에 대한 부적절한 선고, 사법적극주의, 논쟁의 심리 및 판결에서의 편향 및 기타 형태의 비행을 통한 사법 비행을 의미한다. 사법 부패는 검사와 변호사도 저지를 수 있다. 검찰 비행의 한 예는 정치인 또는 범죄 두목이 검사에게 뇌물을 주어 경쟁 정치인 또는 경쟁 범죄 두목에 대한 수사를 시작하고 기소하게 하여 경쟁에 피해를 주는 경우이다.
사법부의 정부 부패는 많은 전환기 및 개발도상국에서 널리 알려져 있는데, 이는 예산이 거의 전적으로 행정기관에 의해 통제되기 때문이다. 후자는 사법부의 재정적 의존성을 조장하기 때문에 권력 분립을 심각하게 훼손한다. 국가의 부의 적절한 분배, 특히 정부의 사법부에 대한 지출은 헌법 경제학의 대상이다.
사법부는 예산 계획 및 다양한 특권을 통한 정부의 행위와 개인적인 행위에 의해 부패할 수 있다. 사법부의 부패는 정부가 사법부를 이용하여 야당을 탄압하는 것을 포함할 수도 있다. 사법 부패는 심지어 선진국에서도 완전히 뿌리 뽑기 어렵다.

#### 군사
군사 부패는 군대 구성원들이 경력 발전 또는 병사나 군인에 의한 개인적인 이득을 위해 권력을 남용하는 것을 말한다. 미군에서 군사 부패의 한 형태는 군인이 계급으로 승진하거나 자신의 능력에도 불구하고 인종, 성적 지향, 민족, 성별, 종교적 신념, 사회 계급 또는 상위 장교와의 개인적 관계 때문에 동료보다 더 나은 대우를 받는 것이다. 또한, 미군은 장교들이 동료 장교들을 성폭행하는 많은 사례가 있었으며, 많은 경우 공격이 은폐되고 피해자들이 같은 계급 또는 상위 계급의 장교들에 의해 침묵하도록 강요당했다는 주장이 있었다.
군사 부패의 또 다른 예는 군 장교 또는 장교들이 자신들의 직위 권한을 사용하여 불법적인 활동을 저지르는 것이다. 예를 들어, 식량, 의약품, 연료, 방탄복 또는 무기와 같은 물류 보급품을 빼돌려 현지 암시장에 판매하는 것 등이 있다. 또한 군 관계자들이 상부의 승인 없이 범죄 조직, 민간 군사 기업 및 테러리스트 그룹에 장비와 전투 지원을 제공한 사례도 있었다. 결과적으로 많은 국가에서는 군사경찰 병력이 군 장교들이 각국의 법률과 행동 규범을 따르도록 보장하지만, 때로는 군사경찰 자체도 부패 수준을 가지고 있다.

#### 천연 자원
민주주의 수준이 낮은 국가에서는 다이아몬드, 금, 석유, 임업과 같은 자원의 존재가 부패의 만연을 증가시킨다. 부패는 대규모 뇌물 수수와 같은 산업 부패뿐만 아니라, 밀렵을 무시하기 위해 공원 관리인에게 뇌물을 주는 것과 같은 사소한 부패도 포함한다. 연료 추출 및 수출의 존재는 부패와 명확하게 연관되어 있으며, 광물 수출은 빈곤 국가에서만 부패를 증가시켰다. 부유한 국가에서는 금과 다이아몬드와 같은 광물 수출이 실제로 부패 감소와 관련이 있다. 국제 추출 산업 투명성 이니셔티브는 가스, 석유 및 광물의 거버넌스에 대한 모범 사례를 만들기 위해 노력하며, 특히 이러한 자원에서 발생하는 수익의 국가 관리에 중점을 둔다. 관개를 위한 물, 가축 방목을 위한 토지, 사냥 및 벌목을 위한 숲, 어업을 포함하여 모든 귀중한 천연 자원은 부패의 영향을 받을 수 있다.
부패의 존재 또는 인식은 또한 환경 이니셔티브를 훼손한다. 케냐에서는 농부들이 농업 생산성 저하를 부패 탓으로 돌리며, 따라서 토양 침식 및 영양분 손실을 방지하기 위한 토양보전 조치를 취할 가능성이 낮다. 베냉에서는 인식된 부패로 인한 정부에 대한 불신으로 인해 소규모 농부들이 기후변화에 대처하기 위한 조치 채택을 거부했다.

#### 경찰

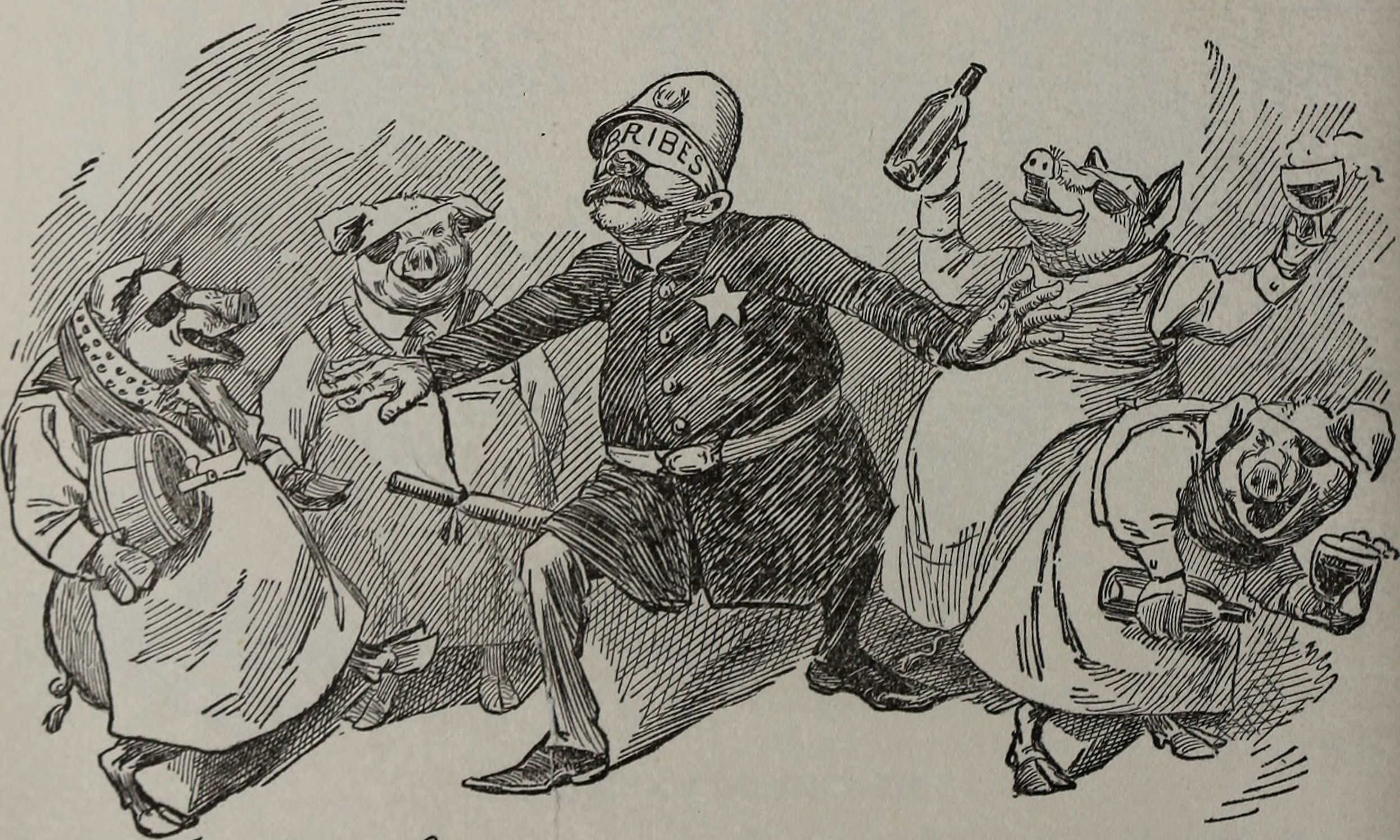
1902년 만화는 눈이 "뇌물"이라고 쓰인 천으로 가려진 경찰관을 묘사한다.

경찰 부패는 경찰관이나 경찰관들이 수사 또는 체포를 추적하지 않거나 선별적으로 추적하지 않거나, 또는 "thin blue line" 자체의 측면에서 경찰관들이 지구, 조합 및 기타 법 집행 구성원들이 책임에서 벗어나기 위해 거짓말에 담합하는 경우에 재정적 이득, 개인적 이득, 경력 발전을 얻기 위해 고안된 경찰 비행의 특정 형태이다. 경찰 부패의 일반적인 형태는 조직범죄 마약밀매 또는 성매매 조직 또는 기타 불법 활동을 보고하지 않는 대가로 뇌물을 요구하거나 받는 것이다. 민간인이 경찰 폭력의 증인이 되면, 경찰관들은 종종 비행을 보고한 것에 대한 보복으로 증인들을 괴롭히고 위협하는 것으로 알려져 있다. 내부고발은 법 집행기관에서 흔하지 않은데, 이는 내부고발을 한 경찰관들이 일반적으로 해고되거나 다른 부서로 강제 전근되거나 강등되거나 외면당하거나 친구를 잃거나 비상 상황 시 지원을 받지 못하거나 직업적 또는 심지어 물리적 위협을 받거나 친구나 친척에 대한 위협을 받거나 자신의 비행이 드러나기 때문이다. 미국에서는 또 다른 흔한 경찰 부패의 형태는 백인 우월주의 단체, 예를 들어 네오나치 스킨헤드 또는 쿠 클럭스 클랜과 같은 네오-남부연방주의자들이 법 집행기관 구성원을 자신들의 조직에 모집하거나, 구성원들이 소수 민족을 억압하고 은밀하게 백인 우월주의를 조장하기 위해 지역 경찰서에 가입하도록 권장하는 것이다.
또 다른 예는 용의자의 유죄를 확보하기 위해 경찰 행동 지침을 위반하는 경찰관들이다. 예를 들어, 감시 남용, 허위 자백, 경찰 위증 및 위조된 증거의 사용을 통해 이루어진다. 경찰관들은 압수 수색 중에 압수한 마약, 장물 또는 무기와 같은 형태의 밀수품을 판매하는 것으로도 알려져 있다. 부패와 비행은 교도관도 저지를 수 있는데, 예를 들어 수감자에게 밀수품 (마약이나 전자제품 등)을 교도소로 밀반입하거나 수감자 학대를 저지르는 것이다. 또 다른 형태의 비행은 보호관찰관이 뇌물을 받고 가석방자들이 보호관찰 조건을 위반하도록 허용하거나 가석방자들을 학대하는 것이다. 더 드물게, 경찰관들은 업무 중 또는 비번 시간에 고의적으로 그리고 체계적으로 조직범죄에 직접 가담할 수도 있다. 대부분의 주요 도시에는 의심되는 경찰 부패 또는 비행을 조사하기 위한 내사 부서가 있다. 유사한 기관으로는 영국의 독립 경찰 불만 위원회가 있다.

### 민간 부문
민간 부문 부패는 공공 부문에 의해 통제되지 않는 모든 기관, 단체 또는 개인이 부패 행위에 연루될 때 발생한다. 민간 부문 부패는 공공 부문 부패와 중첩될 수 있다. 예를 들어, 민간 단체가 부패한 정부 공무원과 협력하여 운영되거나, 정부가 일반적으로 민간 단체가 수행하는 활동에 관여하는 경우이다.

#### 법률
변호사에 의해 조장되는 부패는 잘 알려진 사법 비행의 한 형태이다. 이러한 남용을 변호사 비행이라고 한다. 변호사 비행은 개인이 자체적으로 행동하거나 전체 법무법인에 의해 저질러질 수 있다. 이러한 부패의 잘 알려진 예로는 조폭 변호사가 있다. 조폭 변호사는 범죄 기업의 수장 및 그들의 범죄 조직을 비윤리적 및 불법적인 행위, 예를 들어 허위 또는 오해의 소지가 있는 진술을 하거나, 검사로부터 증거를 숨기거나, 사건에 대한 모든 관련 사실을 공개하지 않거나, 심지어 의뢰인에게 수사 기관이 기소하기 더 어렵게 범죄를 저지르는 방법에 대해 조언하는 것 등을 통해 보호하려는 변호사이다.

#### 기업

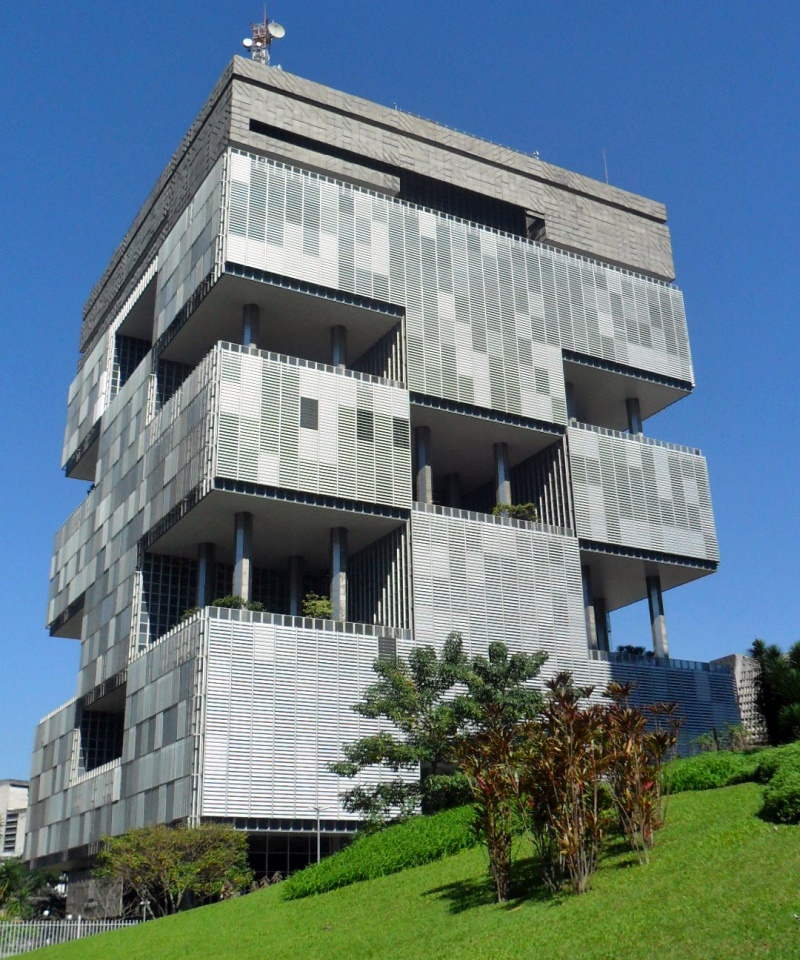
리우데자네이루 도심의 페트로브라스 본사

범죄학에서 회사범죄는 코퍼레이션 (즉, 그 활동을 관리하는 자연인과는 별개의 법인격을 가진 사업체)에 의해, 또는 코퍼레이션 또는 다른 사업체를 대표하여 개인에 의해 저질러진 범죄를 의미한다 (사용자책임 및 법인 책임 참조). 기업의 일부 부정적인 행동은 범죄가 아닐 수도 있다. 법은 관할 구역마다 다르다. 예를 들어, 일부 관할 구역에서는 내부자 거래를 허용한다.

##### 예시
브라질의 국영 석유 기업인 페트롤레오 브라질레이루 S.A. — 흔히 페트로브라스로 알려져 있으며 (pt), 본사는 브라질 리우데자네이루에 위치한 준공공 다국적 기업이다. 이 회사의 이름은 브라질 석유공사 – 페트로브라스로 번역된다. 이 회사는 2016년 포춘 글로벌 500 목록에서 58위를 차지했다. 2014년부터 2021년까지 세차 작전으로 알려진 조사는 페트로브라스의 기업 및 정치적 담합 및 부패 혐의를 조사했다.
오데브레히트는 엔지니어링, 부동산, 건설, 석유화학제품 분야의 사업으로 구성된 비상장 브라질 복합기업이다. 이 회사는 1944년 살바도르 다 바이아에서 노르베르토 오데브레히트에 의해 설립되었으며, 현재 남아메리카, 중앙아메리카, 북아메리카, 카리브해, 아프리카, 유럽 및 중동에 진출해 있다. 주요 회사는 노르베르토 오데브레히트 건설사이다. 오데브레히트는 25대 국제 건설 회사 중 하나이며 오데브레히트 가문이 이끌고 있다.
2016년, 회사의 경영진은 오데브레히트 조직의 페트로브라스 경영진에 대한 뇌물 수수 혐의에 대한 조사인 세차 작전의 일부로 조사받았다. 뇌물은 계약과 영향력에 대한 대가로 이루어졌다. 세차 작전은 2014년 3월 17일부터 세르지우 모루 판사의 사법 지휘하에 브라질 연방경찰 쿠리치바 지부에서 진행 중인 범죄 돈세탁 및 뇌물 관련 회사범죄 조사이다.
필리핀 건강보험공사(PhilHealth)는 불필요한 백내장 수술, 경영진의 과도한 출장비, 사망한 환자에 대한 사기 청구 등 부패 및 경영 부실의 역사를 가지고 있다. 코로나19 팬데믹은 이러한 문제를 더욱 심화시켜, 임시 상환 메커니즘을 통해 자금을 착취하고 고가 의료용품을 구매하는 등 기관 내 "마피아"에 대한 주장을 낳았다. 이러한 부패 행위는 의료 서비스에 대한 권리에 심각한 영향을 미치고, 필헬스의 재정적 안정성을 위협하며, 대중의 신뢰를 훼손했다. 현재 진행 중인 조사는 이러한 주장을 해결하고 필요한 개혁을 시행하는 것을 목표로 하지만, 기관의 청렴성과 효율성에 대한 우려는 지속된다.
2020년, 필리핀의 주요 미디어 네트워크인 ABS-CBN은 특히 로드리고 두테르테 대통령 재임 기간 동안 부패 및 편향 보도 혐의에 직면했다. 혐의에는 유료 정치 광고 방송 실패, 두테르테에 대한 부정적인 보도, 탈세 등이 포함되었으며, 이 모든 혐의에 대해 네트워크는 부인하거나 언론인의 책임의 일부라고 해명했다. 2020년 ABS-CBN의 프랜차이즈 갱신 거부는 방송 중단으로 이어졌으며, 이는 많은 사람들에게 언론의 자유에 대한 공격으로 비춰졌다. 또한, 비야르 가문이 ABS-CBN의 채널을 인수한 것과 관련된 잠재적 부패에 대한 우려도 제기되었다. 전반적으로 ABS-CBN을 둘러싼 상황은 복잡하고 정치적으로 민감하며, 필리핀의 언론 자유에 대한 혐의와 그 영향을 신중하게 검토할 필요성을 강조한다.

#### 교육
교육에서의 부패는 전 세계적인 현상이다. 대학 입학에서의 부패는 전통적으로 교육 분야에서 가장 부패한 영역 중 하나로 간주된다. 러시아와 우크라이나 등 일부 국가에서 대학 입학시험을 폐지하고 표준화된 컴퓨터 채점 시험을 도입하여 입학 부패를 억제하려는 최근의 시도는 사회의 일부로부터 반발을 샀지만, 다른 사람들은 변화를 환영한다. 대학 입학자를 위한 바우처는 전혀 현실화되지 않았다. 부패의 비용은 지속 가능한 경제 성장을 저해한다는 것이다.
교육 기관의 고질적인 부패는 지속 가능한 부패 계층을 형성한다. 러시아의 고등 교육은 광범위한 뇌물 수수가 특징인 반면, 미국과 영국의 부패는 상당량의 사기를 특징으로 한다. 미국은 고등 교육 부문에서 회색 지대와 제도적 부패가 특징이다. 구소련 국가를 포함한 권위주의 정권은 교육 부패를 조장하고, 특히 선거 운동 기간 동안 대학을 통제한다. 이는 러시아, 우크라이나, 그리고 중앙아시아 정권 등에서 흔히 볼 수 있다. 대중은 언론 덕분에 대학의 높은 부패 수준을 잘 알고 있다. 정치인을 포함하여 논문과 박사 학위를 판매하는 박사 교육도 예외는 아니다. 러시아 의회는 "고학력" 의원들로 유명하다. 높은 수준의 부패는 대학이 스탈린주의 과거에서 벗어나지 못하고, 과도한 관료주의 및 대학 자율성 부족의 결과이다. 교육 부패를 연구하기 위해 정량적 및 정성적 방법론이 모두 사용되지만, 이 주제는 학자들에게 여전히 크게 관심을 받지 못하고 있다. 많은 사회와 국제 기구에서 교육 부패는 여전히 금기시된다.
동유럽 일부 국가, 발칸 반도 국가, 아시아 일부 국가와 같은 특정 국가에서는 대학에서 부패가 자주 발생한다. 이는 관료적 절차를 우회하기 위한 뇌물과 성적을 받기 위한 교수에게 뇌물을 주는 행위를 포함할 수 있다. 뇌물 수수와 같은 부패 행위에 참여하려는 의지는 개인이 그러한 행동을 매우 불쾌하게 인식하고(즉, 사회 규범 위반), 제재의 심각성과 가능성에 대한 제재를 두려워할 경우 감소한다.

#### 의료
부패, 즉 국제 투명성 기구가 정의한 바와 같이 사적인 이득을 위해 위임된 권력을 남용하는 행위는 의료 부문에서 만연하다. 의료 시스템의 특징, 즉 서비스의 집중된 공급, 공급을 통제하는 구성원의 높은 재량권, 그리고 타인에 대한 낮은 책임은 부패가 의존하는 클리트가르드가 설명한 변수들의 정확한 조합이다.:26
의료 부패는 공공 복지에 심각한 위험을 초래한다. 이는 광범위하게 퍼져 있지만, 이 주제에 대해 의학 저널에 발표된 내용은 거의 없다. 2019년 현재, 의료 부문에서 부패를 줄일 수 있는 방법에 대한 증거는 없다. 부패는 민간 및 공공 의료 부문 내에서 발생하며, 절도, 횡령, 친족 등용, 뇌물부터 갈취 또는 부당한 영향력 행사와 같은 형태로 나타날 수 있다. 이는 서비스 제공, 구매, 건설, 고용 등 의료 분야 어디에서든 발생할 수 있다. 2019년 국제 투명성 기구는 서비스 부패의 6가지 가장 흔한 방법을 다음과 같이 설명했다: 결근, 환자로부터의 비공식적인 지불, 횡령, 서비스 비용 부풀리기, 정실주의, 데이터 조작(전송되거나 수행되지 않은 상품 및 서비스에 대한 청구).

#### 노동 조합
노동조합 지도자들은 부패 행위에 연루되거나 범죄 기업의 영향을 받거나 통제를 받을 수 있다. 예를 들어, 수년 동안 팀스터즈는 실질적으로 마피아의 통제를 받았다.

#### 주식 시장 부패
인도 증권 거래소, 봄베이 증권거래소 및 인도국립증권거래소는 여러 고위 부패 스캔들로 흔들렸다. 때때로 인도 증권거래위원회(SEBI)는 시장 조작을 위해 여러 개인 및 법인의 거래를 금지했으며, 특히 유동성이 낮은 소형주 및 페니스톡에 대해 더욱 그러했다.

#### 무기 밀매
"현금 대 무기"는 국가가 승인한 무기 딜러, 회사 또는 국가 자체가 다른 당사자에게 행할 수 있다. 이는 그들을 단순히 좋은 사업 파트너로 여기고 정치적 동료나 동맹으로 여기지 않으며, 따라서 그들을 일반적인 총기 밀매업자보다 낫다고 할 수 없다. 이미 무기 밀매에 종사하는 무기 밀매업자들이 현장에서 또는 선적을 위해 그들을 위해 일할 수 있다. 돈은 종종 돈세탁되고 기록은 종종 파괴된다. 이는 종종 유엔, 국내 또는 국제법을 위반한다.
미테랑-파스콰 사건, 비공식적으로는 앙골라게이트로도 알려져 있으며, 1990년대 프랑스 정부가 앙골라 정부에 중앙유럽 국가들로부터 비밀리에 불법적으로 무기를 판매하고 운송한 국제적인 정치 스캔들이었다. 이 사건은 2000년대에 유엔의 금수 조치에도 불구하고 앙골라에 대한 불법 무기 판매와 관련하여 프랑스 및 다른 곳의 사업 이권이 앙골라 석유 수입의 일부를 부당하게 취득한 것으로 밝혀지면서 체포 및 사법 조치로 이어졌다. 이 스캔들은 이후 프랑스 정치의 여러 저명한 인물들과 연관되었다.
장크리스토프 미테랑, 자크 아탈리, 샤를 파스콰와 장샤를 마르키아니, 피에르 팔코네. 아르카디 가이다마크, 폴-루프 술리처, 대중운동연합 의원 조르주 페네크, 프랑수아 미테랑의 아들이자 전 프랑스 내무장관인 필리프 쿠로이를 포함한 42명이 불법 무기 거래, 세금 사기, 횡령, 돈세탁 및 기타 범죄로 기소, 고발, 또는 유죄 판결을 받았다.

#### 철학
19세기 독일 철학자 아르투어 쇼펜하우어는 철학자를 포함한 학자들이 자신이 속한 사회와 동일한 부패의 원인에 노출되어 있다고 인정했다. 그는 "자신과 ... 대중의 눈에 어느 정도 명성을 누리며 신용을 가지고 정직하게 생계를 유지하는 것이 진정한 관심사"인 부패한 "대학" 철학자들과 진실을 발견하고 증언하는 것이 유일한 동기인 진정한 철학자를 구분했다.
철학자가 된다는 것, 즉 지혜의 애호가(지혜는 진실에 불과하다)가 된다는 것은 자신의 이익, 상사의 의지, 교회의 교리, 또는 동시대인의 편견과 취향과 양립하는 한에서 진실을 사랑하는 것만으로는 충분하지 않다. 그가 이 입장에 만족하는 한, 그는 단지 φίλαυτος [자기애자]일 뿐, φιλόσοφος [지혜의 애호가]가 아니다. 왜냐하면 이 영예로운 칭호는 사람이 진실을 진지하게, 온 마음을 다해, 따라서 무조건적이고 무조건적으로, 다른 모든 것보다 우선하여, 필요하다면 다른 모든 것에 대항하여 사랑해야 한다고 명시함으로써 잘 그리고 현명하게 고안되었기 때문이다. 이제 이것에 대한 이유는 이전에 언급된 것으로, 지성은 자유로워졌으며, 이 상태에서는 진실의 이외의 다른 이익을 알거나 이해하지 못한다.

### 종교 기관
종교사에는 당대 종교 관행 및 기관에 존재했던 부패에 주의를 환기시키는 종교 지도자들의 수많은 사례가 포함되어 있다. 유대 예언자 이사야와 아모스는 고대 유대의 랍비 기득권층이 토라의 이상에 부응하지 못한다고 질책한다. 신약성경에서 예수는 당대 랍비 기득권층이 토라의 의식적인 부분만 위선적으로 따르고 정의, 자비, 신실함이라는 더 중요한 요소를 소홀히 한다고 비난한다. 부패는 서임권 투쟁으로 이어진 중요한 문제 중 하나였다. 1517년, 마르틴 루터는 로마 가톨릭교회가 면죄부 판매를 포함한 광범위한 부패를 저질렀다고 비난했다.
2015년 프린스턴 대학교 교수 케빈 M. 크루제는 1930년대와 1940년대에 기업 지도자들이 제임스 W. 피필드 주니어를 포함한 성직자들과 협력하여 사회복음주의를 경시하고 자유 기업에 더 적합한 개인 구원과 같은 주제를 강조하는 새로운 성경 해석학적 접근 방식을 개발하고 홍보했다는 논지를 제시한다.
기업 지도자들은 물론 종교를 활용하여 오랫동안 자신을 "상품화"하기 위해 노력해왔다. 영적 동원, 기도 아침 식사 모임, 자유 재단과 같은 조직에서 그들은 자본주의와 기독교를 연결시켰고, 동시에 복지국가를 무신론적인 이교에 비유했다.

## 방법
체계적 부패와 대규모 부패에서는 유사한 목표를 가지고 여러 부패 방법이 동시에 사용된다.

### 뇌물

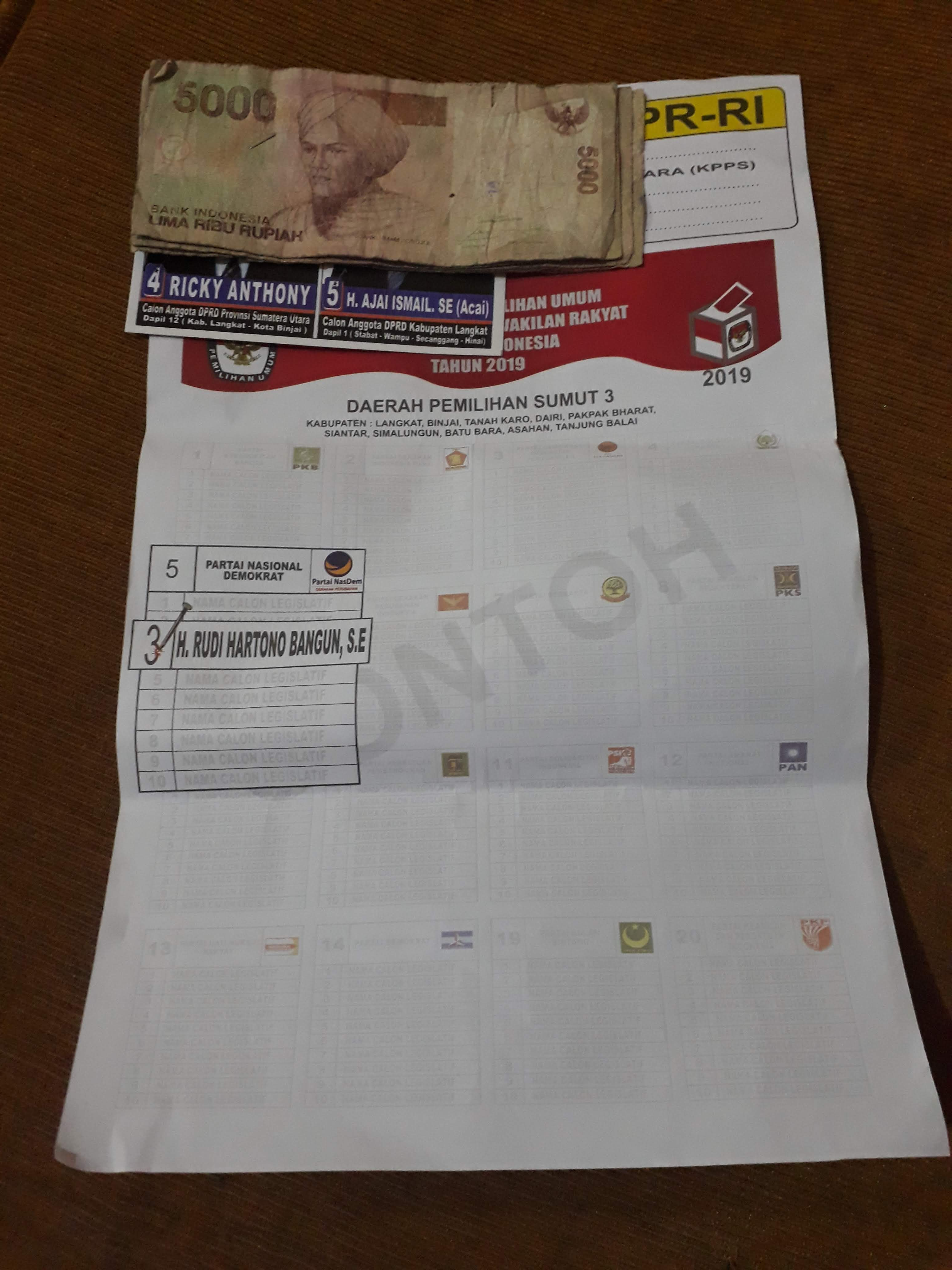
돈이 스테이플러로 찍힌 선거 유인물

뇌물 수수는 개인적인 이득을 위해 선물과 호의를 부적절하게 사용하는 것을 포함한다. 이는 리베이트 또는 중동에서는 박시시라고도 알려져 있다. 이는 흔한 형태의 부패이다. 제공되는 호의의 종류는 다양하며, 돈, 선물, 부동산, 계급 승진, 성적인 호의, 복리 후생, 회사 주식, 특권, 오락, 고용 및 정치적 이득을 포함할 수 있다. 제공되는 개인적 이득은 적극적으로 우대하는 것부터 부주의나 범죄를 눈감아주는 것까지 무엇이든 될 수 있다.
뇌물 수수는 때때로 더 나아가 부패를 저지르는 등 다른 목적을 위한 체계적인 부패 사용의 일부를 형성할 수 있다. 뇌물 수수는 공무원들이 협박이나 갈취에 더 취약하게 만들 수 있다.

### 횡령, 절도, 사기
횡령죄와 도둑은 자금이나 자산에 접근할 수 있는 사람이 이를 불법적으로 통제하는 것을 말한다. 사기는 속임수를 사용하여 자금이나 자산의 소유자를 설득하여 권한 없는 당사자에게 넘겨주게 하는 것을 포함한다.
예시로는 회사 자금을 "페이퍼 컴퍼니"로 빼돌린 후 (부패한 직원의 주머니로 들어가는), 해외 원조 자금을 빼돌리는 것, 사기, 부정 선거 및 기타 부패 행위가 있다.

### 그라프트
정치적 그라프트 행위는 공공 프로젝트를 위한 자금이 부패한 개인의 사적 이익을 극대화하기 위해 의도적으로 잘못 사용될 때 발생한다.

### 갈취와 협박
뇌물이 부패한 목적을 위한 긍정적인 유인을 사용하는 반면, 공갈과 협박은 위협을 사용하는 것을 중심으로 한다. 이는 신체적 폭력이나 불법 감금의 위협뿐만 아니라 개인의 비밀이나 이전 범죄를 폭로하겠다는 위협도 포함될 수 있다.
이러한 행동에는 영향력 있는 사람이 신속한 의료 처치(다른 환자들을 희생시키면서)를 받지 못하면 언론에 알리겠다고 위협하거나, 공무원에게 특정 방식으로 투표하지 않으면 그들의 비밀을 폭로하겠다고 위협하거나, 계속 비밀을 지켜주는 대가로 돈을 요구하는 것 등이 포함된다. 또 다른 예로는 경찰관이 고위 공무원을 계속 조사할 경우 상사로부터 직장을 잃을 것이라는 위협을 받는 경우가 있다.

### 접근 돈
앙에 따르면 접근 돈은 "기업 행위자들이 속도뿐만 아니라 독점적이고 가치 있는 특권을 얻기 위해 강력한 공무원에게 제공하는 고액 보상"을 포괄한다. 뇌물과 갈취는 항상 불법적이고 비윤리적이지만, 접근 돈은 불법적 및 합법적 행위를 모두 포함할 수 있으며, 부패한 개인만 포함하거나 아무도 개별적으로 부패에 책임이 없는 전체 기관을 포함할 수 있다. "불법적인 형태의 접근 돈은 대규모 뇌물과 리베이트를 수반하지만, 현금 뇌물을 생략하는 모호하거나 완전히 합법적인 교환, 예를 들어 정치적 연결 구축, 선거 자금, '회전문' 관행 등을 포함할 수도 있다."

### 영향력 행사
영향력 행사는 정부에서의 영향력이나 권한 있는 사람들과의 연줄을 이용하여 대개 대가를 받고 호의나 우대 대우를 얻는 불법적인 관행이다.

### 네트워킹
네트워킹(비즈니스 네트워킹과 개인)은 구직자들이 취업 시장에서 다른 사람보다 경쟁 우위를 확보하는 효과적인 방법이 될 수 있다. 이는 미래의 채용 결정에 개인적인 감정이 영향을 미치기를 바라며 잠재적 고용주, 선정 위원 및 기타 사람들과 개인적인 관계를 구축하는 것이다. 이러한 형태의 네트워킹은 모든 지원자에게 자신의 장점을 선정자에게 동등하게 보여줄 기회가 주어지는 공식적인 채용 절차를 부패시키려는 시도로 묘사되어 왔다. 네트워커는 다른 지원자들보다 비능력주의적 이점을 추구한다는 비난을 받는다. 즉, 가장 적격한 지원자를 객관적으로 평가하는 것이 아니라 개인적인 호의에 기반한 이점을 추구한다는 것이다.

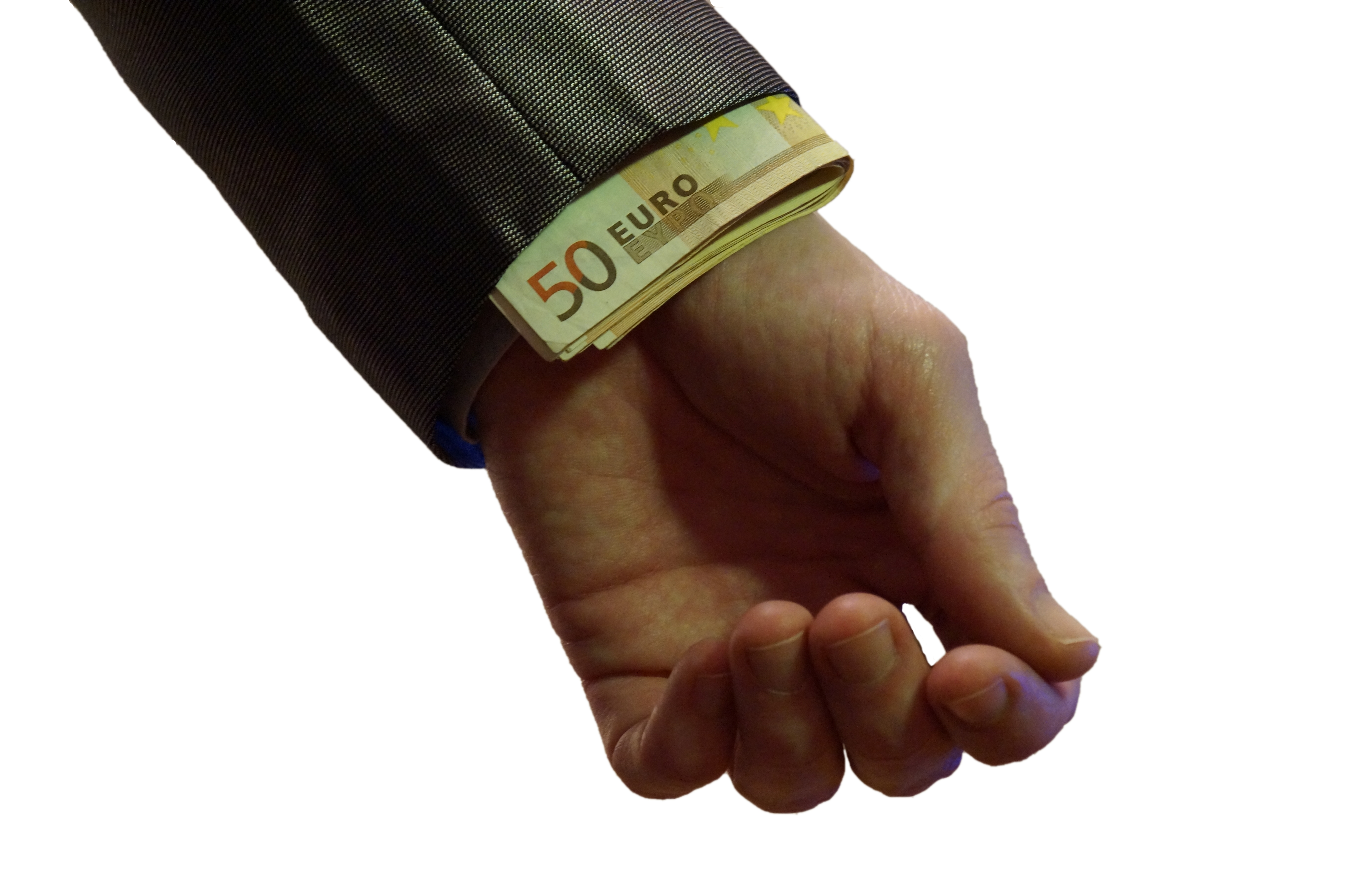
소매에 숨겨진 유로 지폐

### 재량권 남용
재량권 남용은 자신의 권한과 의사결정 시설을 오용하는 것을 말한다. 예를 들어, 판사가 형사 사건을 부당하게 기각하거나, 세관 공무원이 자신의 재량을 사용하여 금지된 물질을 항구를 통과하게 하는 것 등이 있다.

### 정실주의, 친족 등용, 후견주의
정실주의, 족벌주의 및 후견주의는 부패의 가해자가 아닌, 친구, 가족 또는 협회 구성원과 같이 그와 관련된 사람에게 특혜를 주는 것을 포함한다. 예를 들어, 자격이 없는 가족 구성원이나 직원을 채용하거나 승진시키거나, 자신의 정치적 성향에 관계없이 같은 정당 소속의 사람에게 특혜를 주는 것 등이 있다.

## "국가 포획"
"국가 포획"이라는 용어는 2000년 세계은행이 소련 공산주의 이데올로기|소련 공산주의에서 전환하는 일부 중앙아시아 국가들을 설명하기 위해 처음 사용했다. 이들 국가에서는 소규모 부패 집단이 정부 관료에 대한 영향력을 사용하여 자신들의 경제적 지위를 강화하기 위해 정부 의사결정을 장악했다. 국가 포획의 원래 정의는 정부 관료, 국가 지원 기업, 민간 기업 또는 개인에 의해 공식 절차 (법률 및 사회 규범 등) 및 정부 관료제가 자신들의 이익을 위해 국가 정책 및 법률에 영향을 미치도록 조작되는 방식을 의미한다. 국가 포획은 영향력 있는 행위자와 그들의 이익을 보호하고 증진하기 위해 법률의 형성에 영향을 미치려 한다. 이러한 점에서 이는 이미 존재하는 법률의 선택적 집행을 추구하는 다른 형태의 부패와 다르다.
국가 포획은 규제 포획과 유사하지만, 영향받는 영역의 규모와 다양성에서 다르며, 규제 포획과 달리 사적인 영향은 결코 명백하지 않다.

## 측정
여러 기관이 개발 지수의 일부로 부패를 측정한다. 부패 인식 지수 (CPI)는 "전문가 평가 및 여론 조사를 통해 결정된 공공 부문 부패 인식 수준"에 따라 국가 순위를 매긴다. 이 지수는 비정부 기구인 국제 투명성 기구에 의해 1995년부터 매년 발표된다. 공급 측면에서는 국제 투명성 기구가 과거에 Bribe Payers Index를 발행했지만 2011년에 중단했다.
글로벌 부패 지수(GCI)는 글로벌 리스크 프로필이 반부패 및 뇌물 방지 법규에 맞춰 설계했으며, 196개 국가 및 지역을 대상으로 한다. 이 지수는 전 세계의 부패 및 화이트칼라 범죄, 특히 돈세탁 및 테러 자금 조달의 상태를 측정한다.
부패 부재는 세계사법프로젝트 법치주의 지수가 전 세계 140개 국가 및 관할 구역에서 법치주의 준수 여부를 평가하기 위해 측정하는 여덟 가지 요소 중 하나이다. 연간 지수는 행정기관, 사법 (국가 작용)부, 군대 및 경찰, 그리고 입법부에 걸쳐 세 가지 형태의 정부 부패를 측정한다: 뇌물, 공공 또는 민간 이익에 의한 부당한 영향, 공금 또는 기타 자원의 횡령.
분해 부패 지수 (UCI)는 경미한 절도, 대규모 절도, 속도 돈, 접근 돈의 네 가지 범주에서 인식된 부패 수준을 측정한다. 이 지수는 광범위하게 기술된 설문 문항 대신 "정형화된 사례"를 사용한다.

## 경제 성장과의 관계
다양한 유형의 부패는 다양한 방식으로 해를 끼치지만, 모두가 즉시 성장을 저해하는 것은 아니다. 앙은 "분해된 부패" 틀을 따라 마약에 비유하며 설명한다. "경미한 절도와 대규모 절도는 독성 약물과 같다. 이들은 대가 없이 공공 및 사적 부를 소진시켜 직접적이고 명백하게 경제에 해를 끼친다. 속도 돈은 진통제와 비슷하다. 두통을 완화할 수 있지만 힘을 향상시키지는 않는다. 반면 접근 돈은 스테로이드와 같다. 근육 성장을 촉진하고 초인적인 능력을 발휘하게 하지만, 완전한 붕괴 가능성을 포함한 심각한 부작용이 따른다."
부패는 예를 들어 탈세와 돈세탁을 통해 직접적으로 경제에 부정적인 영향을 미칠 수 있을 뿐만 아니라, 불공정한 경쟁과 시장을 왜곡하고 사업 비용을 증가시킴으로써 간접적으로도 영향을 미칠 수 있다. 이는 민간 투자 점유율과 강한 부정적 상관관계가 있으며, 따라서 경제 성장률을 낮춘다.
부패는 생산적인 활동의 수익률을 감소시킨다. 만약 생산 수익률이 부패 및 지대추구 활동의 수익률보다 더 빨리 떨어진다면, 시간이 지남에 따라 자원은 생산적인 활동에서 부패 활동으로 흘러갈 것이다. 이는 부패한 국가에서 인적 자본과 같은 생산 가능한 투입물의 재고가 낮아지는 결과를 초래할 것이다.
부정부패는 불평등 증가의 기회를 만들고, 생산적 활동의 수익을 감소시키며, 따라서 지대 추구 및 부정부패 활동을 더욱 매력적으로 만든다. 이러한 불평등 증가 기회는 소외된 사람들에게 심리적 좌절감을 야기할 뿐만 아니라 생산성 성장, 투자 및 일자리 기회를 감소시킨다.
일부 전문가들은 부정부패가 동아시아 및 동남아시아 국가들의 경제 성장을 자극했다고 주장했다. 흔히 인용되는 예는 박정희 대통령이 소수의 기업들을 우대하고, 나중에 이 재정적 영향력을 사용하여 이들 재벌들이 정부의 개발 전략을 따르도록 압력을 가했던 대한민국이다. 이 '이익 분배' 부패 모델은 정부 관리들이 경제 발전을 지지하도록 유인하는데, 이는 그들이 재정적으로 개인적인 이득을 얻을 수 있기 때문이다.
부패와 함께 높은 성장을 이룬 간과된 사례 중 하나는 미국의 금도금 시대인데, 위안 위안 앙은 이를 중국의 금도금 시대와 비교했다. 그녀는 두 시대 모두 "부패가 시간이 지남에 따라 깡패짓과 절도에서 더욱 정교한 권력과 이익의 교환으로 발전했다"고 지적했으며, 그 결과 둘 다 불균등하고 위험한 성장을 보였다. 서구 개발과 글로벌 부패 지표에 대한 편향된 서술은 이러한 역사적 패턴을 가려왔다.

## 예방
수정된 클리트가르드 방정식에 따르면, 독점 및 규제 기관 개인의 재량권을 제한하고 비정부 기구(NGO) 및 미디어의 독립적인 감독을 통한 높은 투명성 및 신뢰할 수 있는 정보에 대한 대중의 접근이 문제를 줄일 수 있다. 잔코프와 다른 연구자들은 개발도상국과 선진국 모두에서 증거를 통해 부패 방지에 정보가 수행하는 역할을 독립적으로 다루었다. 정부 공무원의 재정 정보를 대중에게 공개하는 것은 기관의 책임성을 개선하고 표 매수와 같은 비행을 없애는 것과 관련이 있다. 이 효과는 특히 공개가 단순히 소득 수준이 아닌 정치인의 소득원, 부채 및 자산 수준에 관한 경우에 두드러진다. 도덕성을 저하시킬 수 있는 모든 외부 요소를 제거해야 한다. 또한, 국가는 내재적 도덕성을 높이기 위해 정부가 좋은 본보기가 되는 사회에서 윤리적 행동 문화를 확립해야 한다.

### 시민 사회 참여 증진
하향식 메커니즘을 만들고, 시민 참여를 촉진하며, 청렴성, 책임성, 투명성의 가치를 장려하는 것은 부패와 싸우는 데 중요한 요소이다. 2012년 현재, 유럽에서 "옹호 및 법률 자문 센터(ALAC)"를 시행한 결과, 부패 행위에 대한 시민 불만 접수 및 문서화 건수가 크게 증가했으며 또한 부패에 맞서 싸우려는 시민들을 참여시켜 좋은 거버넌스 전략을 개발하는 데 기여했다.

## 반부패 프로그램

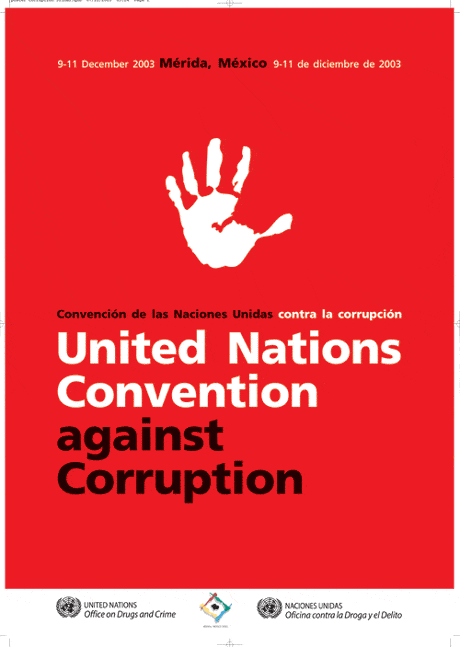
유엔 부패 방지 협약

해외부패방지법 (FCPA, 미국 1977년)은 많은 서구 국가, 즉 경제협력개발기구의 산업 국가들을 위한 초기 모범 법률이었다. 거기서 처음으로 주로 피해자(사회, 민간 또는 공공)와 수동적인 부패 구성원(개인)이 고려되었던 오래된 본인-대리인 접근법이 되돌려졌고, 능동적인 부패 부분은 법적 기소의 초점이 아니었다. 전례 없이, 산업 국가의 법률은 능동적인 부패, 특히 국제 비즈니스 거래에서의 부패를 직접적으로 비난했는데, 이는 당시 세계은행과 그 파생 조직인 국제 투명성 기구의 뇌물 방지 활동과 모순되었다.
일찍이 1989년에 OECD는 "부패 범죄의 근본 개념과 국내외에서 완전히 또는 부분적으로 저질러진 범죄에 대한 국내 관할권 행사"를 탐색하기 위한 임시 작업반을 구성했다. FCPA 개념을 바탕으로 작업반은 1994년 "OECD 뇌물 방지 권고"를 OECD 국제 상거래 시 외국 공무원 뇌물 방지 협약의 전신으로 제시했으며, 이는 1997년 모든 회원국에 의해 서명되었고 마침내 1999년에 발효되었다. 그러나 국제 거래에서 계속되는 은밀한 부패 때문에 OECD는 이후 외국 부패 관행과 싸우는 관련 국내 활동을 육성하고 평가하기 위해 여러 국가 모니터링 도구를 개발해 왔다. 한 설문조사는 2010년 협약에 따라 다국적 기업에 대한 강화된 검토가 시행된 후, 협약에 서명한 국가의 기업들이 뇌물을 사용할 가능성이 낮아졌음을 보여준다.
2013년에 경제 및 민간 부문 전문가 증거 및 응용 지식 서비스 헬프데스크에서 작성한 문서는 기존 반부패 관행 중 일부를 다룬다. 그들은 다음과 같은 사실을 발견했다:
- 반부패 투쟁 이론은 본인-대리인 접근법에서 집단행동 문제로 이동하고 있다. 본인-대리인 이론은 체계적 부패를 목표로 하는 데 적합하지 않은 것으로 보인다.
- 다자간 기관의 역할은 부패와의 싸움에서 중요했다. 유엔 부패 방지 협약은 전 세계 국가들을 위한 공통 지침을 제공한다. 국제 투명성 기구와 세계은행 모두 진단 및 반부패 정책 설계 측면에서 각국 정부에 지원을 제공한다.
- 반부패 기관의 사용은 유엔 부패 방지 협약 서명 이후 최근 몇 년 동안 급증했다. 그들은 그들의 기여 정도나 최적의 구조에 대한 설득력 있는 증거를 찾지 못했다.
- 전통적으로 반부패 정책은 성공적인 경험과 상식에 기반해 왔다. 최근 몇 년 동안 반부패 정책의 효과에 대한 보다 체계적인 평가를 제공하려는 노력이 있었다. 그들은 이 문헌이 아직 초기 단계에 있음을 발견했다.
- 개발도상국에 일반적으로 권장되는 반부패 정책은 분쟁 후 국가에는 적합하지 않을 수 있다. 취약 국가의 반부패 정책은 신중하게 맞춤형으로 조정되어야 한다.
- 반부패 정책은 사업 환경을 개선할 수 있다. 부패가 낮으면 사업이 용이해지고 기업 생산성이 향상될 수 있다는 증거가 있다. 르완다는 지난 10년 동안 거버넌스와 사업 환경을 개선하는 데 엄청난 진전을 이루어 분쟁 후 국가들이 따를 수 있는 모델을 제공한다.[181]
- 아르메니아는 사회적 위험에 대한 인식을 높여 제로 부패를 달성하는 것을 목표로 한다. 아르메니아 반부패 위원회에 대한 호화로운 지출 혐의 이후, 실행 및 관찰 도구를 포함한 행동 전략을 통해 진전이 눈에 띈다.[182]

최근 몇 년간 반부패 노력은 경제 성장 및 발전을 위한 부패 근절의 이점을 지나치게 강조한다는 비판도 받았다. 이러한 비판은 한국과 중국뿐만 아니라 19세기와 20세기 초 미국과 같은 다양한 국가들이 상당한 부패와 함께 높은 경제 성장과 광범위한 사회경제적 발전을 보였다는 관찰된 사실에 기반한다.

## 대중 문화 속에서
일부 국가에서는 사람들이 부패 핫스팟으로 여행하거나, 전문 투어 회사가 프라하처럼 부패 도시 투어를 진행한다. 부패 투어는 시카고와 멕시코시티에서도 있었다.
부패에 관한 영화로는 런어웨이 (2003년 영화), 야망의 함정, 시리아나, 콘스탄트 가드너 (영화), 모두가 대통령의 사람들 등이 있다.

## 법적 부패
부패는 종종 불법으로 간주되지만, 대니얼 카우프만과 페드로 비센테는 "법적 부패"라는 개념을 설명했다. 이는 부패하지만 "법적" (즉, 특별히 허용되거나 적어도 법률로 금지되지 않은) 틀로 보호받는 과정을 의미할 수 있다.

### 예시
1994년 본의 독일 의회 재정 위원회는 산업화된 OECD 국가들의 "법적 부패"에 대한 비교 연구를 발표했다. 그들은 대부분의 산업 국가에서 해외 부패가 합법적이었으며, 그들의 해외 부패 관행이 단순한 형태에서 정부 보조금 (세금 공제)을 통한 것까지 다양했고, 독일의 경우 국내 부패는 법적으로 기소되는 반면 해외 부패는 조장되는 극단적인 사례도 있었다고 보고했다. 독일 의회 재정 위원회는 야당의 의회 제안을 거부했는데, 이는 미국 해외부패방지법 (1977년 FCPA)을 기반으로 독일의 해외 부패를 제한하여 국가 수출 기업을 육성하려는 목적이었다. 1997년에는 해당 OECD 뇌물방지 협약이 회원국들에 의해 서명되었다.
OECD 뇌물방지 협약이 발효된 1999년이 되어서야 독일은 해외 부패의 합법화를 철회했다.

#### 산업화된 OECD 국가들의 해외 부패 관행 1994년 연구
1994년 산업화된 OECD 국가들의 해외 부패 관행에 대한 연구 (본 의회 재정 위원회 연구)는 사업 관행에서 뇌물 수수의 광범위한 수용을 나타낸다.
벨기에: 뇌물 지급은 수혜자의 이름과 주소가 공개되면 사업 비용으로 일반적으로 세금 공제된다. 다음 조건 하에서는 해외 수출과 관련한 리베이트가 수혜자 증명 없이도 공제 허용된다:
- 해외 경쟁에서 살아남기 위해 지급이 필요해야 한다.
- 해당 산업에서 일반적이어야 한다.
- 매년 재무부에 해당 신청을 해야 한다.
- 지급이 적절해야 한다.
- 지급자는 재무부 장관이 정한 정액 세금(지급액의 최소 20%)을 세무서에 납부해야 한다.

필수 조건이 없는 경우, 수혜자 증명 없이 뇌물을 지급하는 법인세 납부 기업은 200%의 특별세가 부과된다. 그러나 이 특별세는 뇌물 금액과 함께 운영 경비로 상쇄될 수 있다.
덴마크: 명확한 운영적 맥락이 존재하고 그 적절성이 유지될 경우 뇌물 지급은 공제된다.
프랑스: 기본적으로 모든 운영 경비는 공제 가능하다. 그러나 인건비는 실제 작업에 해당해야 하며 운영상의 중요성에 비해 과도하지 않아야 한다. 이는 해외 당사자에 대한 지급에도 적용된다. 여기서는 수혜자가 이름과 주소를 명시해야 하며, 단 수혜자당 총 지급액이 500 FF를 초과하지 않는 경우는 예외이다. 수혜자가 공개되지 않으면 지급은 "비밀 보수"로 간주되며 다음과 같은 불이익이 따른다:
- (뇌물 자금의) 사업 경비 공제가 제거된다.
- 법인 및 기타 법인체의 경우 "비밀 보수" 금액의 100%, 자발적 사후 신고의 경우 75%의 세금 페널티가 부과된다.
- 경우에 따라 최대 200 FF의 일반 벌금이 부과될 수 있다.

일본: 일본에서는 뇌물은 운영상 정당하고 수혜자의 이름과 주소가 명시된 경우 사업 경비로 공제된다. 이는 외국인에 대한 지급에도 적용된다. 이름 명시를 거부하는 경우, 청구된 경비는 운영 경비로 인정되지 않는다.
캐나다: 리베이트 및 뇌물 공제 또는 비공제에 대한 일반적인 규정은 없다. 따라서 소득(계약)을 얻기 위한 필수 경비는 공제 가능하다는 규정이 적용된다. 공무원 및 국내 사법 행정 구성원, 임원 및 직원, 수수료, 입장료 등을 징수하는 자에게 수수료 수령자를 자신의 공적 의무 위반으로 유인할 목적으로 지급된 금액은 형법에 따라 불법 지급과 마찬가지로 사업 경비로 상계될 수 없다.
룩셈부르크: 운영상 정당한 뇌물은 사업 경비로 공제된다. 그러나 세무 당국은 지급자에게 수령인의 이름을 지정하도록 요구할 수 있다. 그렇지 않으면 해당 경비는 운영 경비로 인정되지 않는다.
네덜란드: 사업과 직접적 또는 밀접하게 관련된 모든 비용은 공제 가능하다. 이는 경영진이 정당한 이유로 운영에 유익하다고 판단하는 경우 실제 사업 운영 외부의 지출에도 적용된다. 중요한 것은 좋은 상업 관습이다. 법이나 행정부는 어떤 비용이 운영상 정당하지 않고 따라서 공제되지 않는지 결정할 권한이 없다. 사업 비용 공제를 위해서는 수령인이 명시될 필요가 없다. 세무 당국에 지급이 운영에 이익이 된다는 점을 만족스럽게 설명하는 것으로 충분하다.
오스트리아: 운영상 정당한 뇌물은 사업 경비로 공제된다. 그러나 세무 당국은 지급자가 공제된 지급액의 수령인 이름을 정확하게 명시하도록 요구할 수 있다. 예를 들어, 사업상 관례 때문에 이름 명시를 거부하는 경우, 청구된 경비는 운영 경비로 인정되지 않는다. 이 원칙은 외국인에 대한 지급에도 적용된다.
스위스: 뇌물 지급은 운영상 명확하게 시작되었고 수령인이 명시된 경우 세금 공제된다.
미국: (대략적인 요약: "일반적으로 운영 경비는 FCPA에 따라 불법이 아닌 경우 공제 가능하다.")
영국: 리베이트 및 뇌물은 운영 목적으로 지급된 경우 공제 가능하다. 세무 당국은 수령인의 이름과 주소를 요청할 수 있다.

#### "특정" 법적 부패: 오직 외국에 대해서만
위에 언급된 의회 재정 위원회 연구의 권고에 따라, 당시 콜 행정부(1991~1994)는 오직 해외 거래에서만 공무원에 대한 부패의 합법성을 유지하기로 결정하고 뇌물 자금의 전액 공제 가능성을 확인하여 1994년 OECD 권고와 모순되는 특정 민족주의적 부패 관행(§4 Abs. 5 Nr. 10 EStG, 1999년 3월 19일까지 유효)을 공동으로 지원했다. 해당 법률은 독일에서도 OECD 협약이 발효된 후에야 변경되었다(1999년).
그러나 의회 재정 위원회 연구에 따르면, 1994년 대부분의 국가의 부패 관행은 민족주의적이지 않았으며 독일에 비해 해당 법률에 의해 훨씬 더 제한되었다.

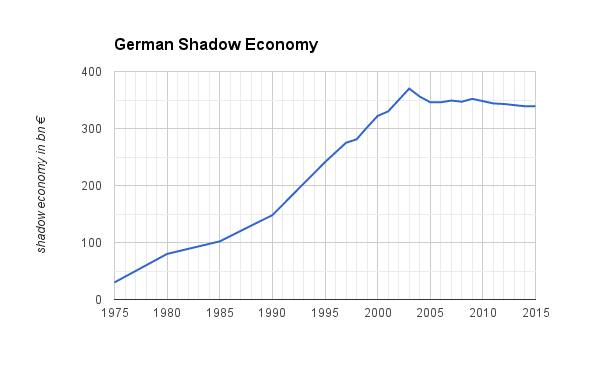
(서독)의 지하 경제 발전 1975–2015. 원본 지하 경제 데이터는 린츠 대학의 프리드리히 슈나이더 제공.

특히, 세금 신고서에 뇌물 수수자의 이름을 공개하지 않는 것은 1990년대 독일 기업들에게 법적 부패를 위한 강력한 수단이었고, 그들 국가의 부패와 싸우려는 외국 사법 관할권을 막을 수 있게 했다. 따라서 그들은 다가오는 유럽 연합과 유로존의 유럽 단일 시장 형성 과정에서 유럽 전역에 걸쳐 강력한 후견주의 네트워크를 통제 없이 구축했다(예: 지멘스) 게다가, 적극적인 부패를 더욱 강화하기 위해 그 10년 동안 탈세 기소가 심각하게 제한되었다. 독일 세무 당국은 세금 신고서에서 뇌물 수수자의 이름을 독일 형사 기소 당국에 공개하는 것을 거부하라는 지시를 받았다. 결과적으로 독일 기업들은 1980년부터 현재까지 연간 3500억 유로까지 비공식 경제를 체계적으로 늘려왔고(오른쪽 다이어그램 참조), 이로써 지속적으로 비자금을 축적하고 있다.

### 지멘스 부패 사건
2007년 지멘스는 다름슈타트 지방법원에서 이탈리아 기업 에넬 파워 S.p.A.에 대한 형사 부패 혐의로 유죄 판결을 받았다. 지멘스는 정부가 부분적으로 소유한 이탈리아 기업으로부터 2억 유로 규모의 프로젝트를 수주하기 위해 거의 350만 유로의 뇌물을 지급했으며, 이 거래는 이러한 목적을 위해 특별히 설립된 스위스와 리히텐슈타인의 비자금 계좌를 통해 처리되었다.
이 범죄는 OECD 협약이 발효된 1999년에 저질러졌으므로, 이 해외 부패 관행은 기소될 수 있었다. 독일 법원이 해외 부패 관행을 국내 관행과 마찬가지로 유죄로 판결한 것은 이번이 처음이었는데, 이는 해당 법률이 사업에서 외국 경쟁자를 아직 보호하지 않았음에도 불구하고 이루어졌다.
사법 절차 중에 지난 수십 년 동안 수많은 그러한 비자금 계좌가 설립되었음이 밝혀졌다.

## 철학 및 종교 사상의 역사적 반응
철학자들과 종교 사상가들은 피할 수 없는 부패의 현실에 다양한 방식으로 반응했다. 플라톤은 《국가》에서 정치 기관의 부패한 본성을 인정하고, 철학자들이 무의미하게 순교하는 것을 피하기 위해 "벽 뒤에 숨어" 있을 것을 권한다.
철학의 제자들은 ... 철학이 얼마나 달콤하고 축복받은 소유물인지 맛보았고, 또한 대중의 광기를 보았고 만족했으며, 국가 행정에서 정직하게 행동하는 사람은 아무도 없으며, 정의의 대의를 지지하는 사람을 구원할 조력자도 없다는 것을 알았다. 그러한 구원자는 야수들 사이에 떨어진 사람과 같을 것이다—동료들의 사악함에 동참할 수 없고, 또한 그들의 사나운 본성에 홀로 저항할 수도 없으므로, 국가나 친구들에게 아무런 소용이 없을 것이며, 자신이나 타인에게 아무런 선을 행하기 전에 목숨을 버려야 할 것이다. 그리고 그는 이 모든 것을 숙고하고 침묵하며, 자신의 일을 한다. 그는 몰아치는 바람이 모래와 진눈깨비를 휘몰아치는 폭풍 속에서 벽의 보호 아래로 물러나는 사람과 같다. 그리고 다른 모든 인류가 사악함으로 가득 찬 것을 볼 때, 그는 그저 자신의 삶을 살고 악이나 불의에서 순수하며, 밝은 희망을 가지고 평화롭고 선의로 떠날 수 있다면 만족한다.— 플라톤, 국가, 496d

신약성경은 고대 그리스 사상의 전통에 따라 세상의 부패성(ὁ κόσμος)을 솔직하게 인정하고, 영혼을 "세상으로부터 더럽혀지지 않게" 지키는 방법을 제공한다고 주장한다. 타르수스의 바울은 독자들이 필연적으로 "세상과 거래해야 한다"는 것을 인정하고, 모든 거래에서 "마치 그러지 않은 것처럼" 태도를 취할 것을 권고한다. 예를 들어, 어떤 것을 살 때 "마치 자신들의 것이 아닌 것처럼" 대해야 한다. 신약성경 독자들은 "현 시대에 순응하지 말라"고 권고받으며, 특이하거나 독특한 것을 부끄러워하지 말라고 권고받는다. 그들은 부패한 세상의 친구가 되지 말라고 권고받는데, 왜냐하면 "세상과 벗하는 것은 하나님과 원수 되는 것"이기 때문이다. 바울은 이 세상의 통치자들이 "무(無)로 돌아오고 있다"고 설명한다. 독자들은 세상에서 살기 위해 부패한 통치자들에게 순종해야 하지만, 영혼은 하나님을 사랑하고 이웃을 자기 몸처럼 사랑하는 것 외에는 어떤 법에도 종속되지 않는다. 신약성경 독자들은 "세상에 있지만 세상에 속하지 않은" 태도를 취하라고 권고받는다. 바울은 이러한 태도가 우리에게 "부패의 노예 상태"에서 벗어나 순수한 "하나님의 자녀"가 되는 자유와 영광을 경험하는 길을 보여준다고 주장한다.

## 국가별 부패
- 아프가니스탄의 부정부패
- 알바니아의 부정부패
- 앙골라의 부정부패
- 아르헨티나의 부정부패
- 아르메니아의 부정부패
- 오스트레일리아의 부정부패
- 오스트리아의 부정부패
- 아제르바이잔의 부정부패
- 바레인의 부정부패
- 방글라데시의 부정부패
- 벨라루스의 부정부패
- 벨기에의 부정부패
- 베냉의 부정부패
- 볼리비아의 부정부패
- 보스니아 헤르체고비나의 부정부패
- 보츠와나의 부정부패
- 브라질의 부정부패
- 불가리아의 부정부패
- 캄보디아의 부정부패
- 카메룬의 부정부패
- 캐나다의 부정부패
- 차드의 부정부패
- 칠레의 부정부패
- 중국의 부정부패
- 콜롬비아의 부정부패
- 코스타리카의 부정부패
- 크로아티아의 부정부패
- 쿠바의 부정부패
- 키프로스의 부정부패
- 체코의 부정부패
- 덴마크의 부정부패
- 에콰도르의 부정부패
- 이집트의 부정부패
- 에스토니아의 부정부패
- 적도 기니의 부정부패
- 에티오피아의 부정부패
- 유럽 연합의 부정부패
- 핀란드의 부정부패
- 프랑스의 부정부패
- 조지아의 부정부패
- 독일의 부정부패
- 가나의 부정부패
- 그리스의 부정부패
- 아이티의 부정부패
- 헝가리의 부정부패
- 아이슬란드의 부정부패
- 인도의 부정부패
- 인도네시아의 부정부패
- 이란의 부정부패
- 이라크의 부정부패
- 아일랜드의 부정부패
- 이스라엘의 부정부패
- 이탈리아의 부정부패
- 일본의 부정부패
- 요르단의 부정부패
- 케냐의 부정부패
- 코소보의 부정부패
- 쿠웨이트의 부정부패
- 라오스의 부정부패
- 라트비아의 부정부패
- 레바논의 부정부패
- 라이베리아의 부정부패
- 리투아니아의 부정부패
- 룩셈부르크의 부정부패
- 말레이시아의 부정부패
- 모리타니의 부정부패
- 모리셔스의 부정부패
- 멕시코의 부정부패
- 몰도바의 부정부패
- 몽골의 부정부패
- 몬테네그로의 부정부패
- 미얀마의 부정부패
- 네팔의 부정부패
- 네덜란드의 부정부패
- 뉴질랜드의 부정부패
- 니카라과의 부정부패
- 나이지리아의 부정부패
- 북한의 부정부패
- 북마케도니아의 부정부패
- 노르웨이의 부정부패
- 파키스탄의 부정부패
- 파나마의 부정부패
- 파푸아뉴기니의 부정부패
- 파라과이의 부정부패
- 페루의 부정부패
- 필리핀의 부정부패
- 폴란드의 부정부패
- 포르투갈의 부정부패
- 루마니아의 부정부패
- 러시아의 부정부패
- 사우디아라비아의 부정부패
- 세네갈의 부정부패
- 세르비아의 부정부패
- 싱가포르의 부정부패
- 슬로바키아의 부정부패
- 슬로베니아의 부정부패
- 소말리아의 부정부패
- 남아프리카 공화국의 부정부패
- 대한민국의 부정부패
- 남수단의 부정부패
- 스페인의 부정부패
- 스리랑카의 부정부패
- 수단의 부정부패
- 스웨덴의 부정부패
- 스위스의 부정부패
- 타지키스탄의 부정부패
- 탄자니아의 부정부패
- 태국의 부정부패
- 튀니지의 부정부패
- 튀르키예의 부정부패
- 투르크메니스탄의 부정부패
- 우간다의 부정부패
- 우크라이나의 부정부패
- 영국의 부정부패
- 미국의 부정부패
- 우루과이의 부정부패
- 우즈베키스탄의 부정부패
- 바누아투의 부정부패
- 베네수엘라의 부정부패
- 베트남의 부정부패
- 예멘의 부정부패
- 잠비아의 부정부패
- 짐바브웨의 부정부패

## 같이 보기
- 1MDB 스캔들
- 학문적 출세주의
- 분식회계
- 반세계화 운동
- 부패의 외관
- 비앵 말 아키
- 기업 윤리
- 올리가르히
- 블루 월 오브 사일런스
- 지휘 책임
- 이해충돌
- 정실 자본주의
- 기업 남용
- 기업 전쟁
- 회사범죄
- 기업 비리
- 조세 피난처
- 지방 정부 부패
- 부패 인식 지수
- 은폐
- 엔론
- 연방수사국
- 프래터니제이션
- 그라프트 (정치)
- 꽌시
- 골드만삭스
- 수사 판사
- 산업 스파이
- 카우나스 황금 화장실 사건
- 도둑정치
- 로비 활동
- 미국에서 중범죄로 유죄 판결을 받은 회사 목록
- 능력주의
- 다국적 기업 감시
- 고귀한 대의 부패
- 기밀유지 협약
- 세차 작전
- 후견주의
- 페니스톡 사기
- 증언거부특권
- 펌프 앤 덤프
- 페이 투 플레이
- 전문가적 예의
- 정치적 억압
- 우물에 독 타기
- 규제 포획
- 소련의 제2경제
- 사회 영향
- 성적 비행
- 탈세
- 조세 피난처
- 궐석재판
- 유엔 부패 방지 협약
- 와스타
- 내부고발

## 더 읽어보기
- Diwan, Ishac; Haidar, Jamal Ibrahim (2021). 《Political Connections Reduce Job Creation: Firm-level Evidence from Lebanon》. 《Journal of Development Studies》 57. 1373–1396쪽. doi:10.1080/00220388.2020.1849622. S2CID 229717871.
- Butscher, Anke. "Corruption" (2012). University Bielefeld – Center for InterAmerican Studies.
- Cohen, Nissim (2012). Informal payments for healthcare – The phenomenon and its context. Journal of Health Economics, Policy and Law, 7 (3): 285–308.
- Garifullin Ramil Ramzievich Bribe-taking mania as one of the causes of bribery. The concept of psychological and psychotherapeutic approaches to the problem of bribery and bribe-taking mania. J. Aktualnye Problemy Ekonomiki i Prava" ("Current Problems in Economics and Law"), no. 4(24), 2012, pp. 9–15
- Heidenheimer, Arnold J. and Michael Johnston, eds. Political corruption: Concepts and contexts (2011).
- Heywood, Paul M.  ed. Routledge Handbook of Political Corruption (2014)
- Johnston, Michael Syndromes of Corruption (2006).
- Li, Ling. "Politics of Anticorruption in China: Paradigm Change of the Party's Disciplinary Regime 2012–2017," Journal of Contemporary China, 28:115, 47–63, DOI: 10.1080/10670564.2018.1497911
- McCormick, Richard L. "The discovery that business corrupts politics: A reappraisal of the origins of Progressivism" American Historical Review 86 (1981): 247–74.
- Mantzaris, E., Tsekeris, C. and Tsekeris, T. (2014). Interrogating Corruption: Lessons from South Africa. International Journal of Social Inquiry, 7 (1): 1–17.
- Rajan, Sudhir Chella A Social Theory of Corruption (2020).
- Sharma, Vivek Swaroop. "Give Corruption a Chance" in The National Interest 128, November/December 2013: 38–45. Full text available at: .
- Wallis, John Joseph. "The concept of systematic corruption in American history." in Corruption and Reform: Lessons from America's economic history (U of Chicago Press, 2006). 23–62.  online